# Calabriai konyhaművészet

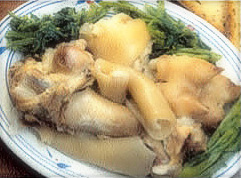
A frittole

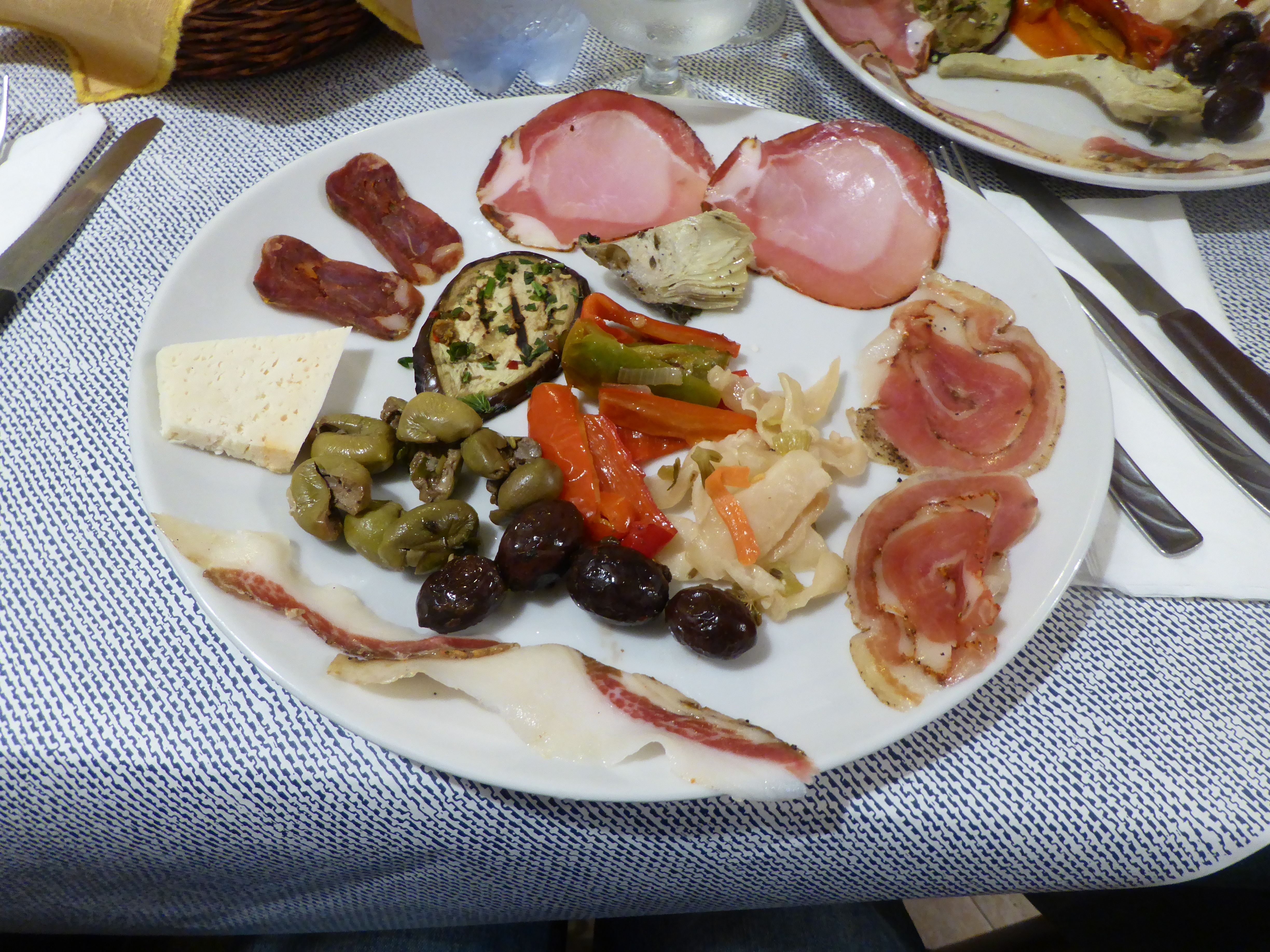
Calabriai előétel

A calabriai konyha szegényes, paraszti eredetű konyha, számos étel erősen kötődik a vallási ünnepekhez: karácsonykor és vízkeresztkor tizenhárom fogást szoktak az asztalra tenni, míg farsangkor makarónit, húsgombócot és sertéshúst fogyasztanak. Húsvétkor báránysültet, cudduracit és spirituális kenyereket szolgálnak fel, és így van ez más ünnepek esetében is. Nagyon fontos mártás az 'nduja, nagyon fűszeres és kiváló a crostinihez.

## Jellemzők

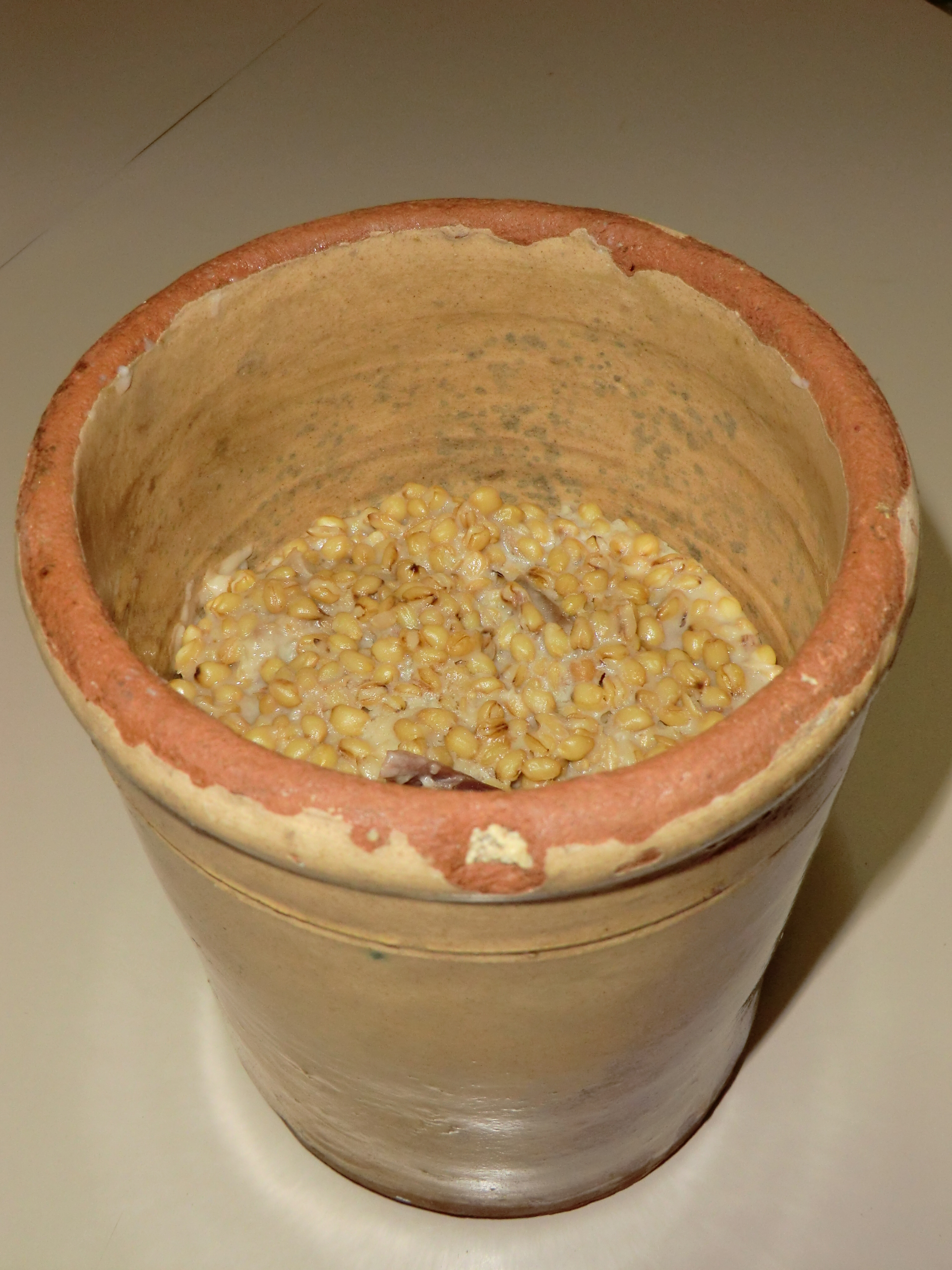
A Cosenza területéről származó hagyományos edény, a tinìallu, tele cuccìával

Ahogy Gerhard Rohlfs német filológus megfigyelte, Calabriában sem etnikai, sem nyelvi szempontból nincs igazi egység, és ezért még a gasztronómiai termékek sem egységesek, mivel a Calabria Citeriore és Calabria Ulteriore közötti ősi felosztás befolyásolja őket. Csak néhány olyan étel van, amely a jelenlegi öt tartomány mindegyikében megtalálható, mint például a pasta ca muddica e alici, a parmigiana padlizsán és a szárított tőkehal, amelyeket azonban az egyes területeken más-más módon készítenek el. Reggio Calabria tartomány, és még inkább Reggio városa különbözik a többitől, különösen a földrajzilag is nagyon távoli Cosenza tartománytól.
Fontosak a tartósított élelmiszerek, mint például a sóban pácolt, sótlanított és olajba tett szardellák chilipaprikával, a sertéskolbászok (például az 'nduja és a calabriai soppressata), a sajtok, az olajban sült zöldségek és a szárított paradicsom, amelyek lehetővé tették a túlélést az éhínség idején, valamint a szaracén kalózok hosszú ostromakor.
A szőlőtermesztés növekszik, és az olajbogyó-termesztés is megmaradt, bár csökkentett mértékben. Jelentős a zöldségtermesztés: elsősorban padlizsán, de paradicsom, paprika, vöröshagyma, saláta, brokkoli és hüvelyesek, mint a bab, csicseriborsó, lencse és lóbab.
A kenyérkészítésben nagymértékben használják a durumbúzát (különösen a giugiulena kenyeret), és a házi tésztafélék széles körben elterjedtek. A többé-kevésbé csípős paprikát széles körben használják, különösen mártásokban és főételekben.

## Első fogás

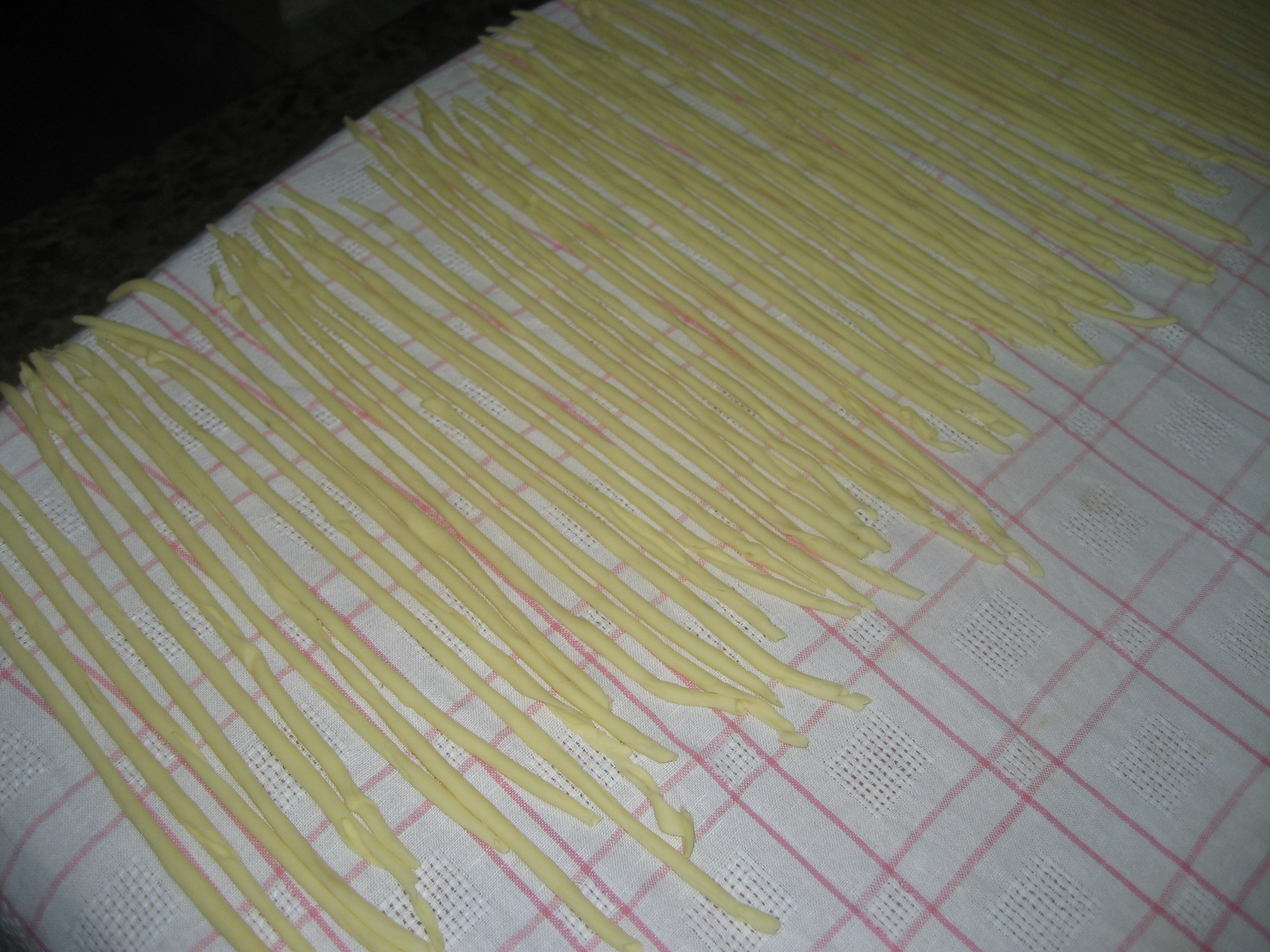
Házi tészta készítése

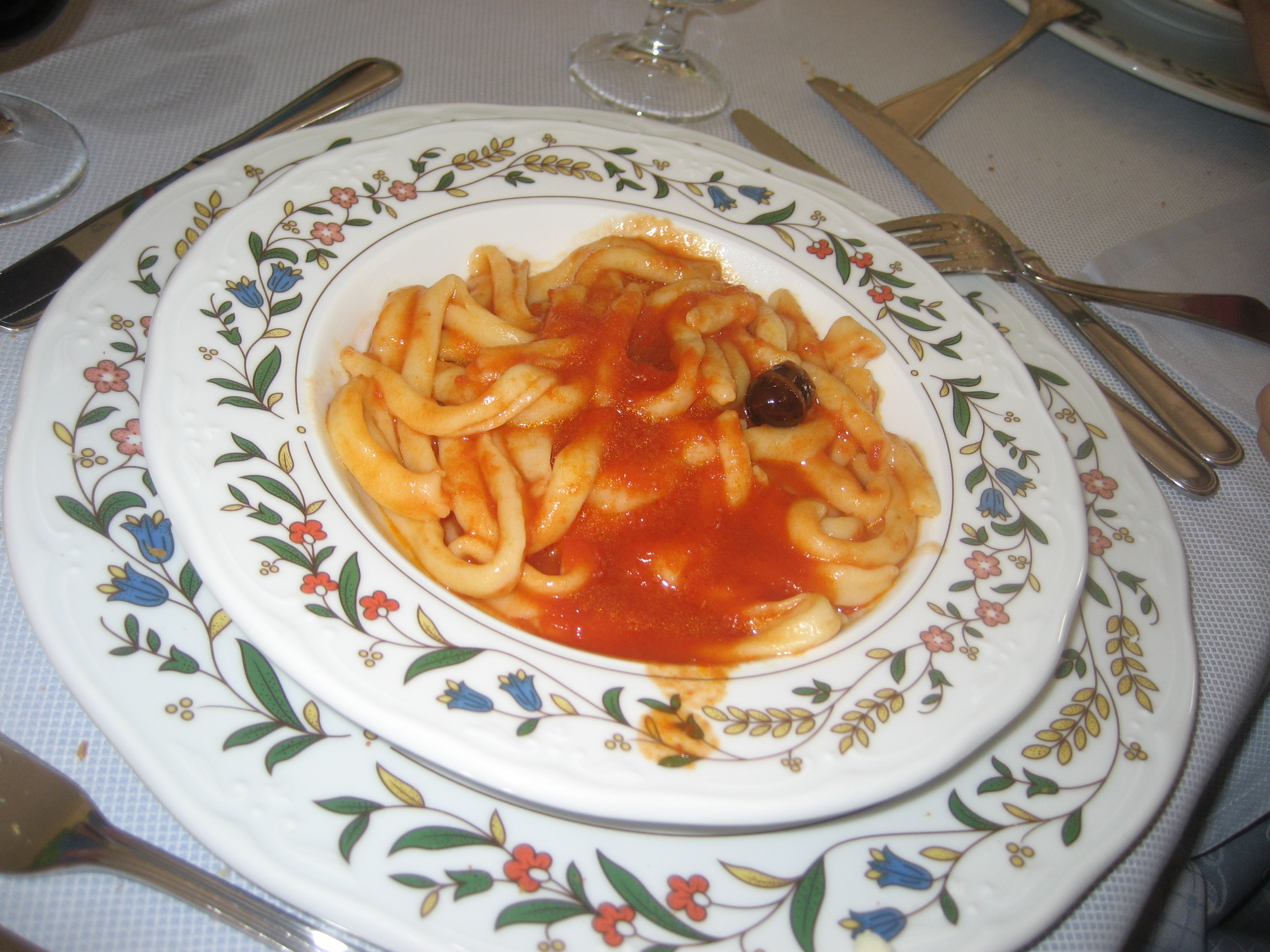
Házi tészta kecskeraguval és olajbogyóval

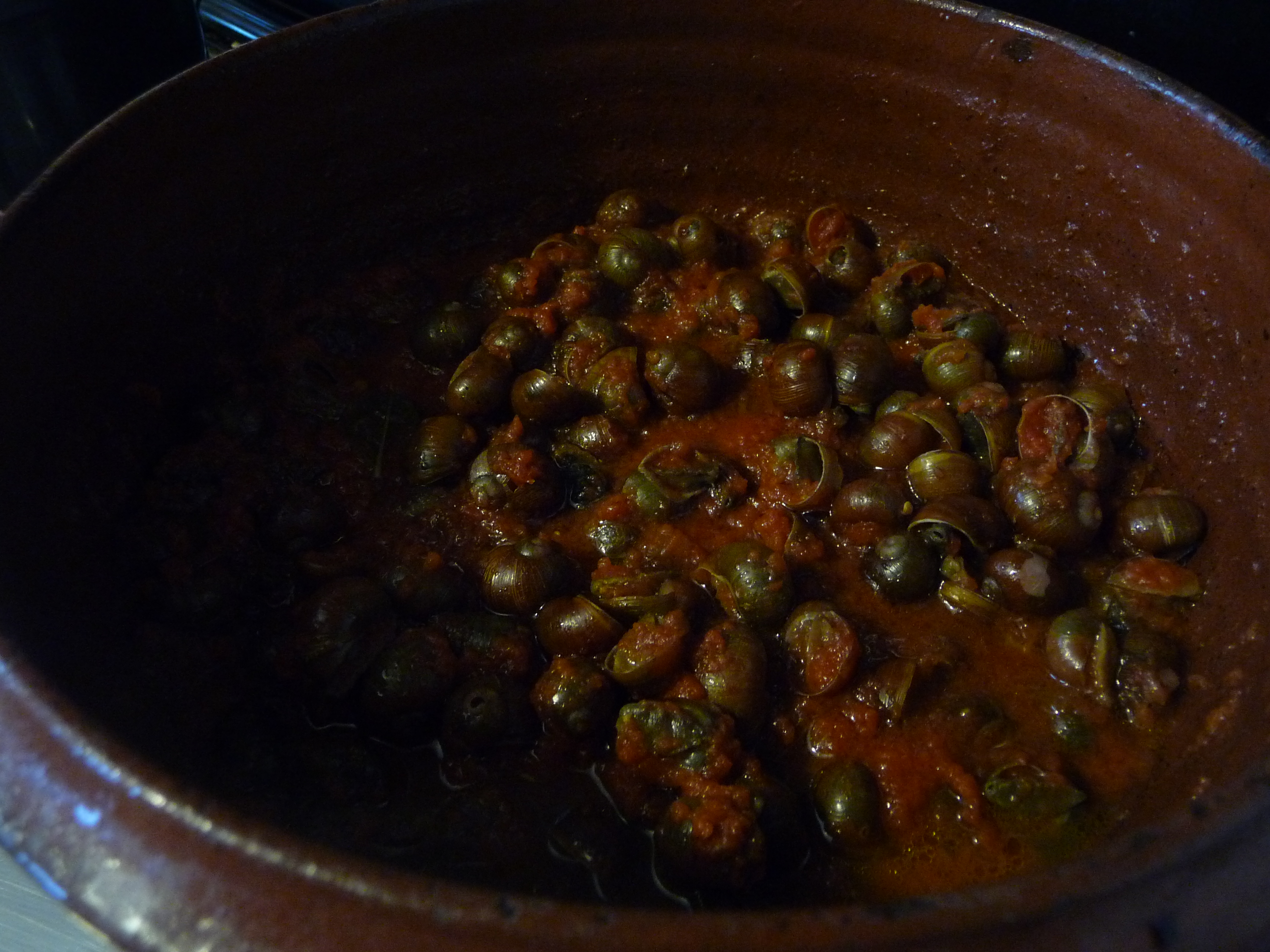
Szósz tésztákhoz és csigához

- Cacocciuli ca' pasta: vad bogáncsos tészta;
- Cuccìa: Presila cosentina városainak védőnői ünnepei alkalmából készült hagyományos étel. Az étel alapja búza, sertés és/vagy kecskehús, vagy édes változatban fahéjjal, csokoládéval és narancshéjjal;
- A Maccarruni ca sarsa: egy hagyományos calabriai étel, amelyet Condofuriban, Melito di Porto Salvoban, Bova Marinaban és az egész Reggio Calabria tartomány;
- Fileja vagy fhilatierj (tipikus az egész Calabriára, különböző neveken ismertek a különböző területeken: maccarruni i casa, scilatelli, maccarruni a firrettu, stranguggji, strozzaprìaviti stb.): makarónihoz hasonló tészta, házi készítésű, a tipikus calabriai görényrel, amelyet gyónáshoz használtak. a zokni (u' f'rzuh'); vibonese és reggino a készítményhez ezt használják, vagy legalábbis régen a gonaci-okkal burkolják, vagy a disza (Ampelodesmos mauritanicus, calabriai nyelven gùtimu) virágának fás szárai. Kiválóan passzolnak kecskehúshoz. Vibo környékén hagyományos párosítás a csicseriborsóval. Reggio környékén sertésragúval fűszerezik, Bovaban pedig a kecskeragú a jellemző, aminek "lapnak" kell lennie, vagyis olyannak, ami nem ismerte a hímet.
- Tagghiulini chi ciciri: egész Calabriára jellemző tagliatelle, különösen a Magna Graecia eredetű, csicseriborsó kíséretében;
- Maccarruni i'casa: A makaróni a legősibb calabriai hagyományhoz tartozik, és a tészta ősének tekinthető, amely aztán Calabriából a félszigetre terjedt. A 0-s típusú liszt, búzadara és víz keverékével készült, az ókorban egy bizonyos gyógynövény szára, ma kötőtű körül vagy gyakrabban ipari gépekkel formázták, és gazdag kecskealapú szószokkal ízesítették. marha- vagy sertéshús (maccarruni cu'zucu ra Crapa, ru boi o ru porcu). Reszelt sózott ricottával egészítik ki;
- Maccarruni a pasturali;
- Pasta a lu fùrnu vagy pasta 'ncasciàta (reggiói területen): húsmártással, húsgombóccal és pácolt hússal fűszerezett rövid rigatoni vagy paccheri, főtt tojással és caciocavalloval vagy provolával és rengeteg pecorino sajttal gazdagítva. Egy serpenyőben két vagy több réteg sült padlizsán közé ágyazzák (ncasciàti), ezzel befejezve a sütőben történő főzést;
- Pasta ca' muddica és szardella: rendkívül egyszerű és ízletes étel, amely általában szardella ízesítésű spagettiből és olajból áll, egy marék reszelt és pirított kenyérrel megkötve;
- Pasta chi melangiane mbuttunate: tészta (gyakran pasta 'i casa) padlizsánnal ízesítve, amelyet apróra vágott zsemlemorzsával, pecorinóval, parmezánnal és fűszernövényekkel "mbuttunate" megsütnek, majd a paradicsomban passzíroznak. szósz. Tipikus tészta Regginoból és Locrideból.
- Suppa di pani i migliu: Sant’Agata di Esaro tipikus étele, köleskenyérből, babból, sertéshéjból, cikóriából és szárított paprikából álló leves. paradicsompüré hozzáadása.
- Tészta és bab paisana stílusban: bab, burgonya, brokkoli és tészta összefőzve, majd olívaolajjal fűszerezve a tányéron;
- Pasta e lambà: csigával készült tészta, amelyet október és november időszakban fogyasztanak Calabria középső és északi részén;
- Tészta és burgonya ara tijeddra: sült tészta és burgonya, Cosenza tipikus étele nyersen főzve minden hozzávalóval: penne a candela, burgonya, szósz, reszelt parmezán, fokhagyma, oregánó és só). Reggio Calabriában hagymás, olajos és paradicsomos alapon, frissen vagy üvegben tartósítva, zellerrel, pirospaprikával és nyáron bazsalikommal a burgonyát kb egy órán át főzzük, majd hozzáadjuk a "gyűszűs" tésztát. . Egy marék pecorinóval tálalják;
- Perciatelli cu piscistoccu;
- Pulenta chi'e brocculi e curcuci: polenta brokkolival és tepertővel;
- Rascatìlli: a jón Cosenza területére jellemző, hasonlítanak a lucaniai strascinatihoz, amelyet "abszolút" kézzel, az ujjakkal készítenek: az alkotásban részt vevő ujjak számában különböznek "a duj dit" (két ujj) - "a gott' dit" (nyolc ujj);
- I cipudduzzi leves: Közép- és Észak-Calabriára jellemző, kenyérből és medvehagymából készült leves, hasonló a lucani és apuliai lampascioni-hoz;
- Cosenza-stílusú gnocchi: egyszerűen annyit jelent, hogy a lisztet forrásban lévő vízzel összekeverjük (azaz felforraljuk). Ezután gnocchit készítenek a tésztából (mintha burgonyával lennének). Általában gazdag sertésraguval ízesítik. Ünnepi napokra való étel;
- Tészta és burgonya ca' trimma: megpirítjuk a hámozatlan és kockára vágott újburgonyát. A serpenyőben rövid lecsepegtetés után összekeverjük az al dente főtt rövid tésztával, pecorino sajttal és fekete borssal felvert tojással. Néhány percig keverjük, és azonnal tálaljuk.[1]
- Tészta és caulisciuri: egy vékony szeletekre vágott hagymát megdinsztelünk, petrezselymes zsíros szalonnát adunk hozzá, majd bő olívaolajon elfolyósítjuk, majd hozzáadjuk a darabokra vágott karfiolt, néhány merőkanál vizet. és egy csipetnyi fekete borsot, mérsékelt lángon addig folytatva, amíg teljesen meg nem fő. A rövid tésztákat fűszerezzük, például rigatonit, paccherit vagy nagy gyűszűt.
- Tészta és borsó: reszelt hagymával készítjük, amit kevés olívaolajon megpirítunk, hozzáadjuk a disznózsír és petrezselyem keverékét, majd félig hozzáadjuk a borsót és néhány sertéshéjat. - főtt sertéshús ("frittules") cumisüvegben tartósítva. Adjunk hozzá két kanál szeletet, és főzzük tovább nagyon mérsékelt lángon körülbelül két órán keresztül. A tésztát gyűszű vagy cérnametélt formában fűszerezik. Tipikus húsvét hétfő Reggio környékén.
- Tészta és bab: ugyanazzal az eljárással főzzük, mint a tésztát és a borsót.
- Maccu di fave: szárított széles bab püré olívaolajjal fűszerezve a tányéron krutonnal.[2]
- Taddi paradicsommal: sütőtökleves friss paradicsommal.[3]
- Zöld polenta: curcuci-val (sertéstepertővel) fűszerezett kukorica polenta[4]
- Ciciari ca pasta: csicseriborsó tésztával. Hagymával, apróra vágott szalonnával és marhacomb darabokkal dúsított csicseriborsó leves, olívaolajjal fűszerezve.[5]
- Vermicelli alla riggitana: egy gerezd fokhagymát olívaolajon megpirítunk, adjunk hozzá pachino paradicsomot, kapribogyót és oregánót, majd fűszerezzük a cérnametélteket.[6]
- Linguine Aspromonte: hagymával, vargányával, padlizsánnal, paprikával, paradicsommal, sült cukkinivel ízesített linguine, piros chilipaprikával ízesítve.[7]
- Escarole ammuddicata: escarole morzsával. Felforralás után az escarole-t egy olívaolajon megpirított fokhagymagerezddel ízesítjük, majd zsemlemorzsát és pecorino sajtot adunk hozzá.[1]

## Második fogás

### Hús

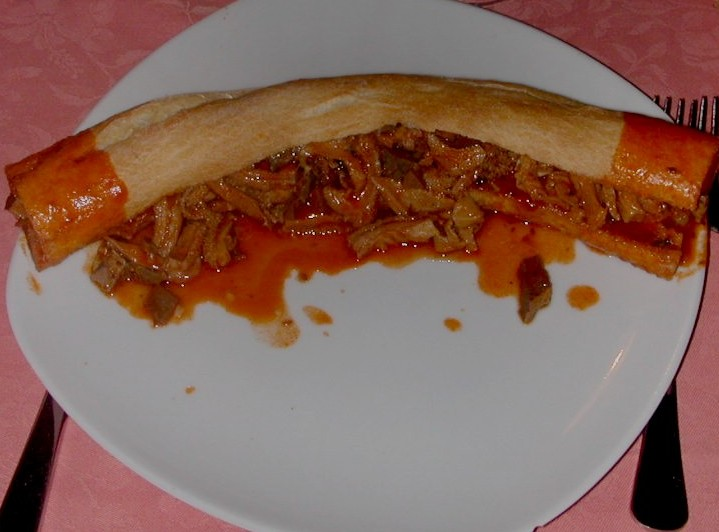
U'Morzeddhu a pittaban, tipikus catanzarói étel

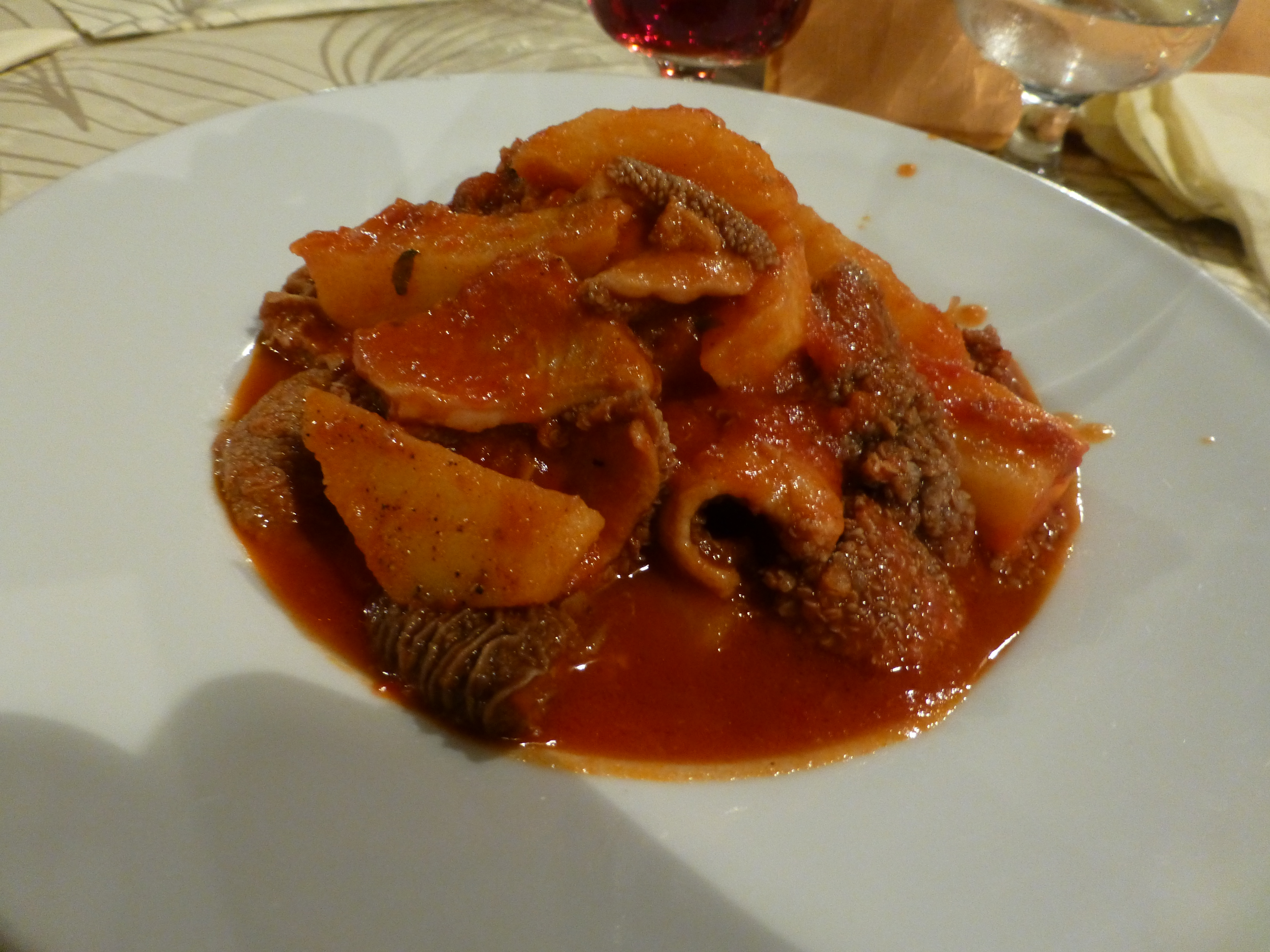
pacal és burgonya

- Frittole: a pácolt húsok elkészítése után visszamaradt sertéshéjak és húsok, amelyeket az állati zsírban főznek a 'caddarában vagy cardarában', jellemző a reggino nagyvárosra és Calabria hegyvidéki területeire[8];
- Curcùci vagy salimorati, frisulimi és más elnevezések: főleg Reggio környékén jellemzőek, kicsik sertéshúsdarabok, főzés után megmaradt rántott disznózsírral keverve[9];
- Mammola húsgombóc: sertéshús darált hús, áztatott kenyér, tojás, chilipaprika, fokhagyma és kecskesajt keverékével készül. Ezután a húsgombócokat kézzel készítik közepes méretű golyók formájában. Ezek Calabria legismertebb és legértékesebb ételei közé tartoznak.
- Köles kenyér húsgombóc Santagate-i stílusban: a Santagate-i konyha legreprezentatívabb étele (Sant’Agata di Esaro-tól). Köleskenyérből, sertéshúsból, tojásból, petrezselyemből, pecorinóból és házi paradicsomos "vízből" (vízben hígított paradicsomszószból) készülnek, a szószban lassan főzik, majd makarónival vagy önmagában tálalják. A hagyomány azt diktálja, hogy három húsgombóc legyen a tányéron. Ezeknek a húsgombócoknak számos regionális változata volt, de a Sant’Agata di Esaro-ból származóak továbbra is emblematikusak Cosenza és Calabria tartományban;
- Bucalàci (csigák, csigák): néhol vermituri, vavaluci vagy virdelli  (ez utóbbiak egyfajta zöldes színű csigafajták).
- Capocollo ndujában sütve Tropea hagymával (más néven 'cap'collu fritt' n'da 'nduja ca a cipoll' i Tropea' a calabriai dialektusban): ez egy A második fogás a capocollo ndujában való sütésével (tipikus calabriai kolbász, Spilinga specialitása), majd hozzáadva a lilahagymát Tropea és néha egy kis kenyeret vagy padlizsánt. Calabria számos területén gyakran főzik;
- Satizzu vagy saddizzu Reggióban vagy sozizzu vagy sazizza cosentinoban (kolbász calabriai): fűszeres, őrölt piros chili paprikával Közép- és Észak-Calabriában, fekete borssal és vadköménnyel a déliben.
- Suppizzato, supprezzata, surpressata (jelentése: magasan lóg** (soppressata calabriai), kétféle típusa van: csípős fűszeres piros chilipaprikával és ritkábban édes. Közép- és Észak-Calabria Feketeborssal és vadköménnyel Dél-Calabriában, különösen Reggio térségében.
- Ficatu alla riggitana: borjúmáj hagymával, sült burgonyával és borecettel turmixolva.
- Mazzacorde alla Cosentina: bárány belsővel (pacal, tüdő, szív, lép, belek, háló) elkészítve, fokhagymával, fűszeres piros chilipaprikával, hámozott paradicsommal, bazsalikommal, oregánóval, olajjal fűszerezve szűz olívaolaj és só.
- Murzeddhu (jellemző a Catanzaro területén): borjúbelsőből készült pörkölt paradicsomszósszal és bőséges fűszeres chilipaprikával. Hozzá tartozik a pitta, egyfajta házi kenyér[10][11]
- Cervellata: Calabria középső és északi részén jellemző.
- A Reggio Emiliára és Dél-Calabriára jellemző Suffrittu (soffritto) belsőségekkel készül, és készülhet borjú-, gida-, bárány- és sertéshúsból. Ha a marhahúst serpenyőben pacal-, vese-, lép- és szívdarabokkal, hagymával, paradicsommal, csípős chilipaprikával és disznózsírral sütjük. Ha juhból, akkor az összes belsőséggel; ha sertéshúsból csak a tüdő van.[12]
- A cutra ru bizzolu;
- Crapettu all'usu i Riggiu;
- Kecske ragúval;
- Caèra Polsi stílusban;
- Birányhús;
- Kalábriai pörkölt;
- Stufatu alla Santagatisa, pörkölt Sant’Agata di Esaro
- Kalábriai ragù;
- Kotlett;

### Hal

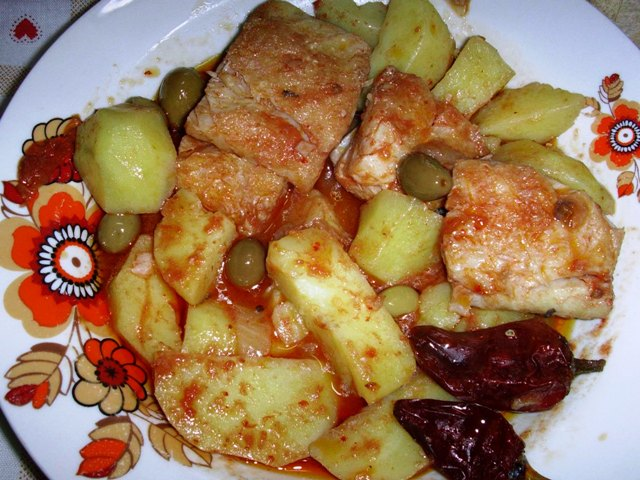
Stocco alla mammolese, Mammola és Calabria jellegzetes étele

- Tőkehal Cosenza stílus: burgonyával, fekete olajbogyóval, paprikával, paradicsomszósszal, babérlevéllel, petrezselyemmel, sóval és borssal készítve;
- Kardhal calabriai[13] főtt sok ételben, többek között:
  - Piscispata alla riggitana
  - Piscispata alla bagnarota
  - Piscispata 'rustùtu cu'sarmurìgghiu: sült kardhal salmoriglioval, tipikus Reggio Emilia étele;
  - Piscispata a'gghiotta: tipikus reggiói étel;
  - Bracioletti i Piscispata: kardhaltekercs, tipikus reggiói étel;
- Stocco Fish vagy állományhalak, különösen a Mammola törzshal, (a minisztérium által az Agrár-élelmiszeripari Termékek Országos Listáján) a mezőgazdasági és erdészeti politikák) és a Cittanova. A "stocco"-t különféle módon főzik, és a calabriai gasztronómia legismertebb jellegzetes ételei között tartják számon.
  - Stocco gombával: a "stoccót" gombával főzzük paradicsomos vagy fehér szószban;
  - Stocco és bab: a "stocco" babbal és paradicsommal készül a "tiana" terrakotta edényben;
  - Sült hal: a "halat" parázson vagy a serpenyőn sütik, és olívaolajjal ízesítik;
  - Stocco alla mammolese: Stocco darabokkal és paradicsomszószos burgonyával, olajbogyóval és chilipaprikával készítve, Calabria leghíresebb tipikus ételei között tartják számon.
  - Piscistoccu a 'nzalata: hal salátában, nyersen, citrommal, sóval és petrezselyemmel macerálva;
  - Piscistoccu alla trappitara: állományhal alla frantoiana, Reggio Calabriára jellemző;
  - Töltött padlizsán halakkal;
  - Ventriceddi i piscistoccu: Tűzhal hasa, fűszerezett zsemlemorzsával töltve.
- Tonhal Reggioból "bagnarese stílus"
- Sardella (dialektusban "sardedda"), jellemző a Crucoli, cariati, Crosia, Trebisacce (itt „à sardicella fűszeres” néven) és Cirò, de Calabria-szerte elterjedt krémes tészta, amely szardínia vagy bianchetti (szardínia babák) sóval, chilipaprikával és különféle fűszerekkel (pl. édeskömény). Kenyérre kenve használjuk, ilyenkor friss hagymával szokás tálalni, vagy spagetti fűszerezéseként.
- Turtera di lici: szardellaból készült pite;
- Spatula turtera: lobogós hal pogácsája;
- Cutuletti i spatula: zászlós halszelet;
- Spatula a brodettu; párolt lobogó hal;

### Zöldség
- Padlizsán húsgombóc

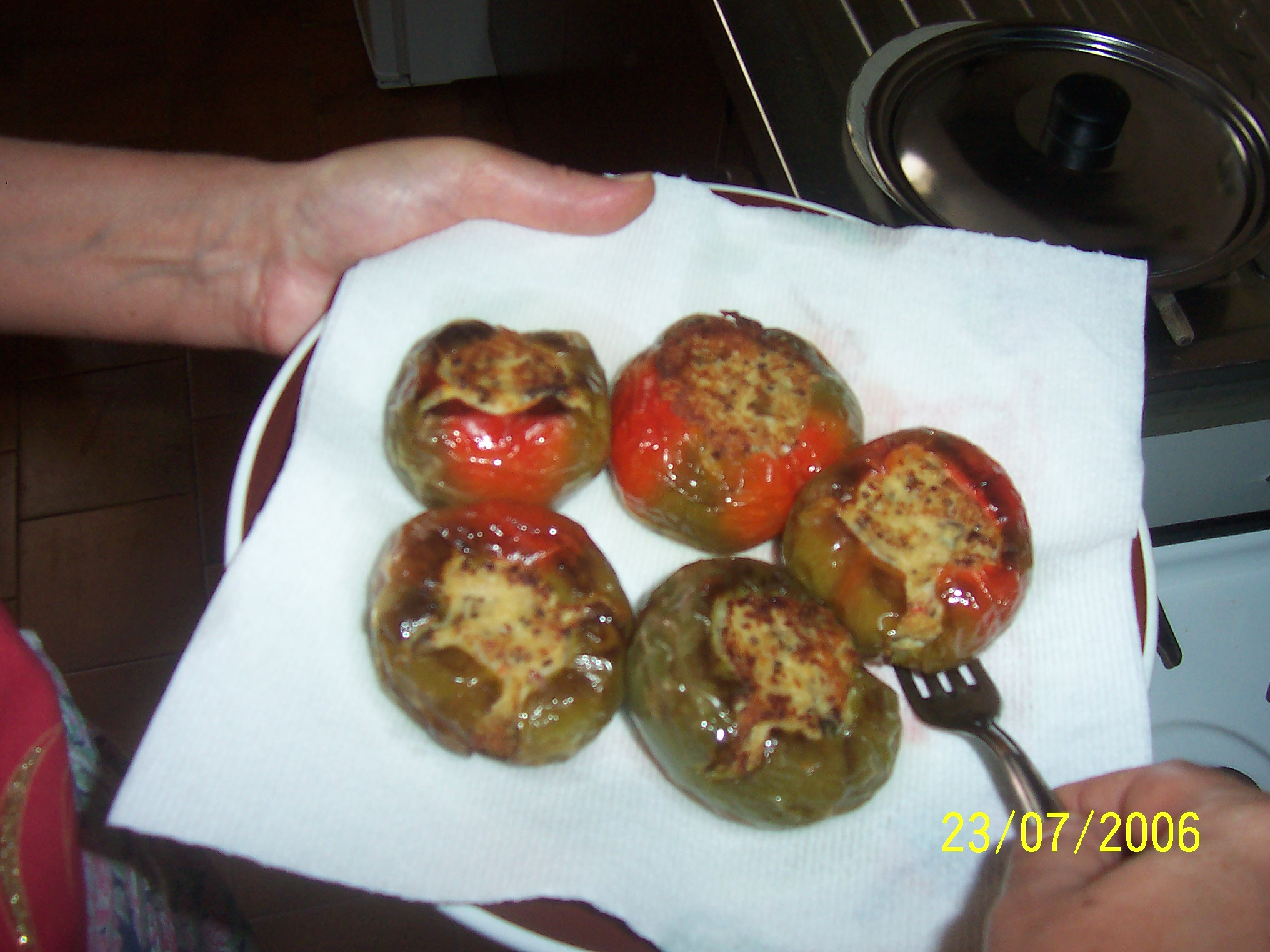
Pìpi chìni

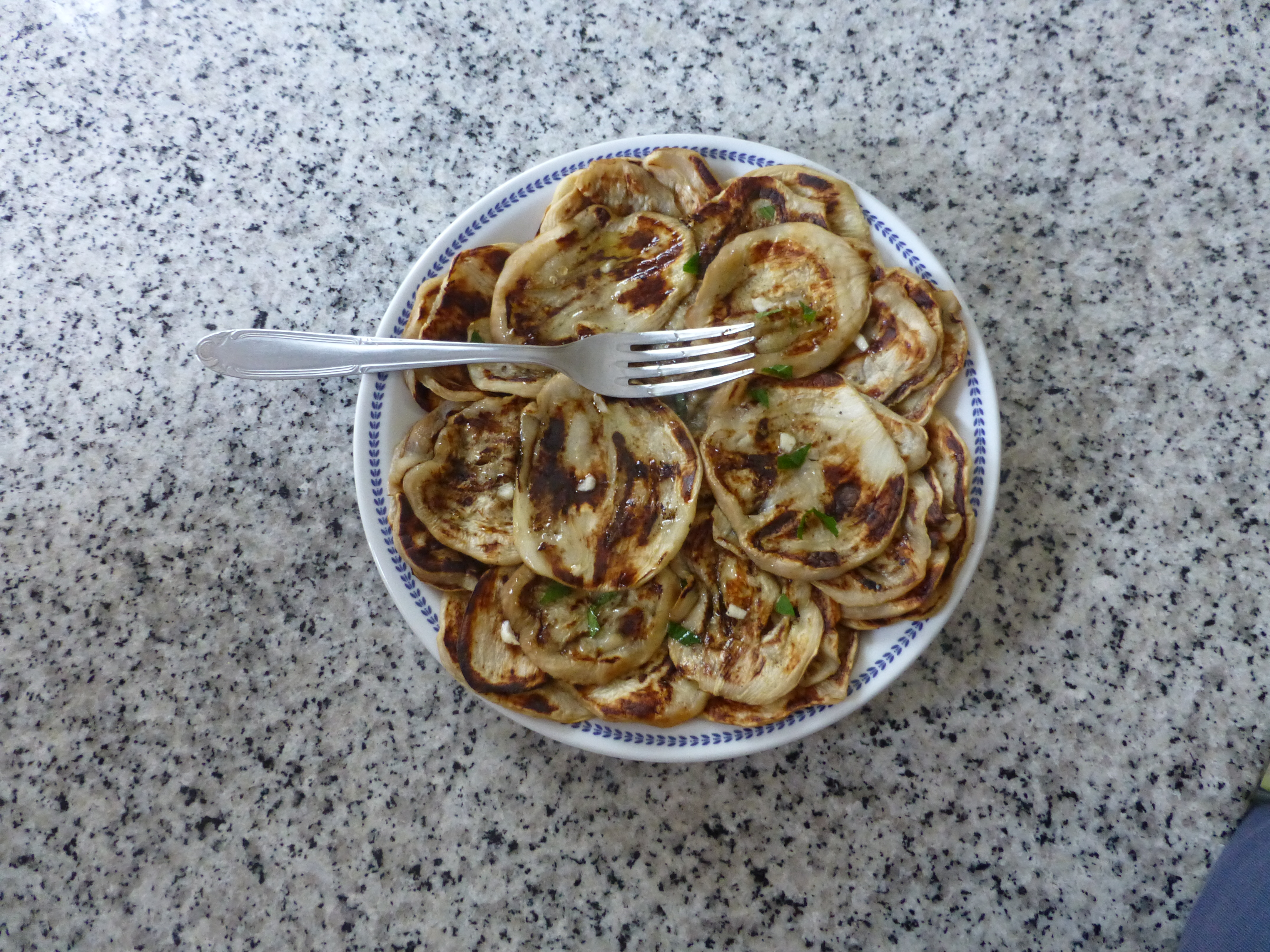
Sült padlizsán

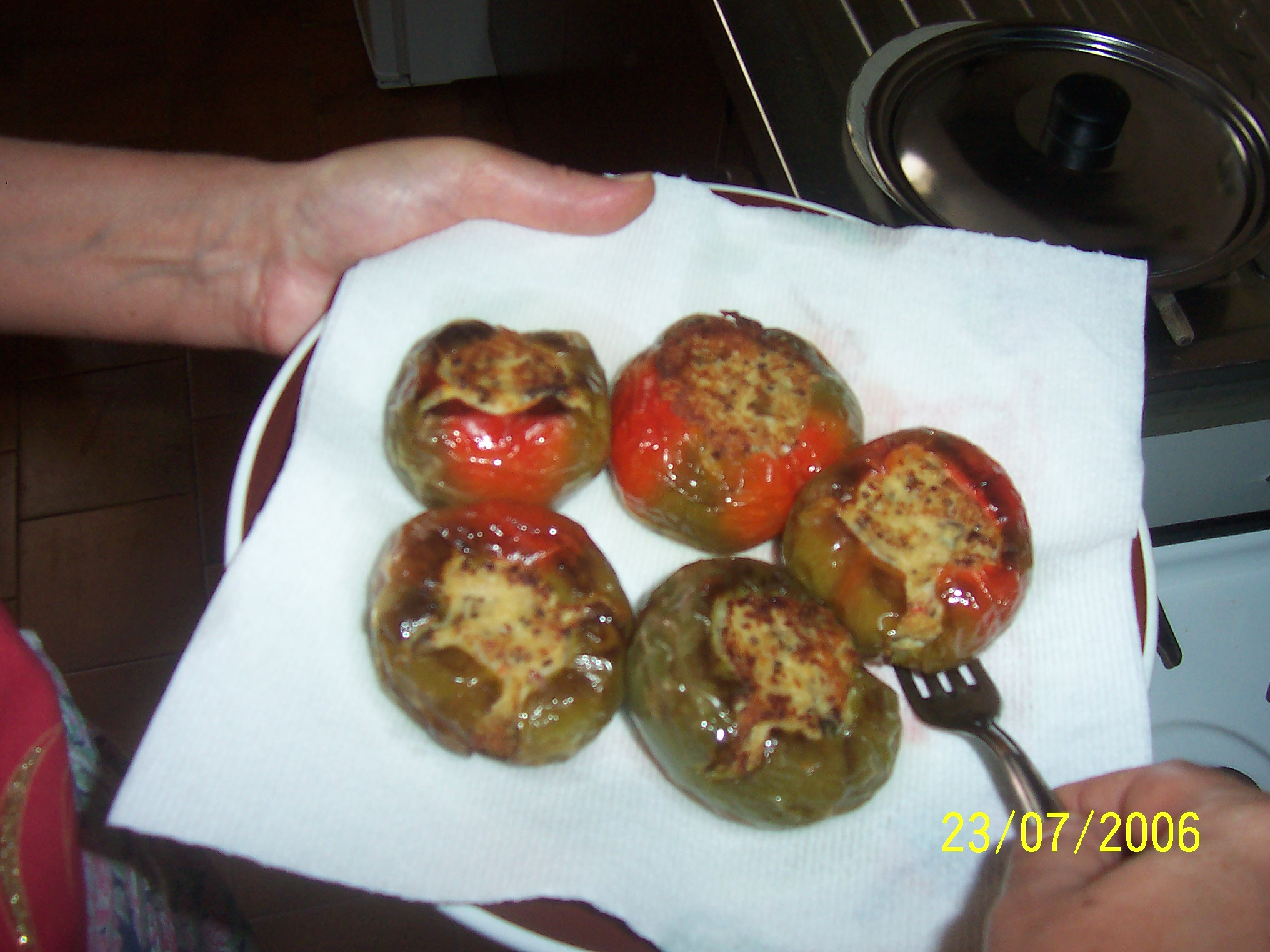
Pìpi chìni

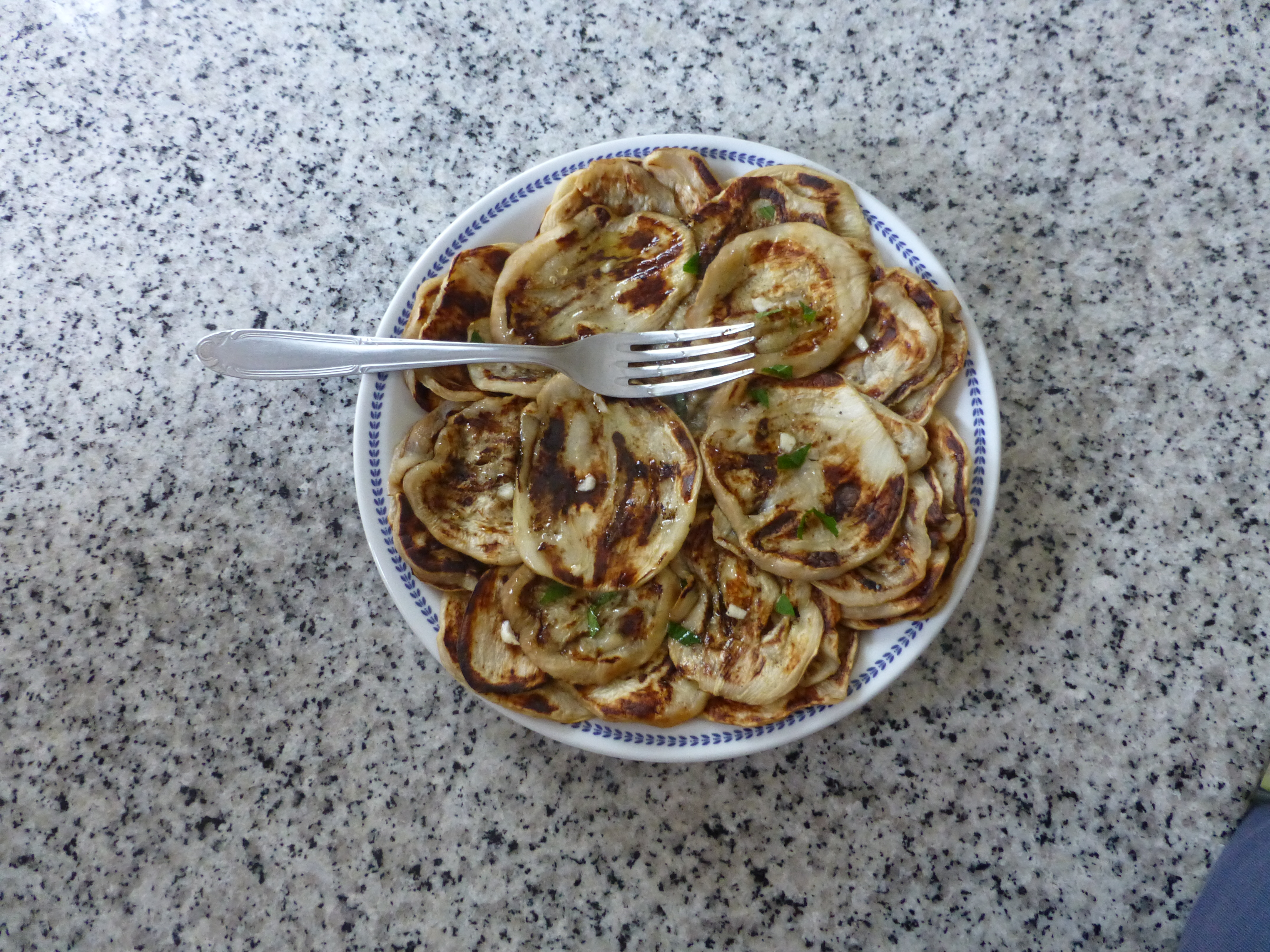
Sült padlizsán

- A töltött padlizsán, a „melangiani chjini” vagy a „mulingiani chini” a padlizsán húsának töltelékével készül, az ízt a keverék és a természetes aromák. A padlizsánt hal töltelékkel, ricottával, zöldségekkel, burgonyával, hagymával és paradicsomszósszal stb. is elkészítik;
- Szeletelt padlizsán;
- A burgonya 'mpacchiuse; Calabria középső és északi részének jellegzetes étele. A Cosenza változat hagymát és chilipaprikát is tartalmaz a sütéshez, valamint a paprika és a kolbász további variációit;
- Pìpi chìni: töltött paprika;
- N'ghiambara: hagymás omlett, jellemző Cosenza városára;
- Gianfùttiri: peperonata zöldség alapú, különböző zöldségekből áll, amelyeket külön főznek, majd olajban kisütnek, és egyetlen edényben ecettel meglocsolják (Calabria északi részének tipikus étele) ;
- Vruacculi a fehérrépa és töltsd fel: sült brokkoli fehérrépával és kolbásszal, tipikus cosenzai étel;
- Vruacculi ara tijeddra: Calabriai brokkoli főtt, majd sült olajjal, fokhagymával, pecorino sajttal és zsemlemorzsával, egy tipikus étel Észak-Calabriából;
- Màccu (macco): fava bab püré főzve, péppé pépesítve, olajjal és vadköménnyel fűszerezve;[14]
- Pipi fritti, más néven patati e pipareddi vagy pipi e patati: sült paprika burgonyával;
- Zafarani a rusceddra vagy zafarani a rusceddra, vagy zafarani cruschi: nyáron szárított paprika, amelyet megsütve nagyon ropogóssá válik, Közép-Észak Calabria tipikus étele;

## Pácolt húsok

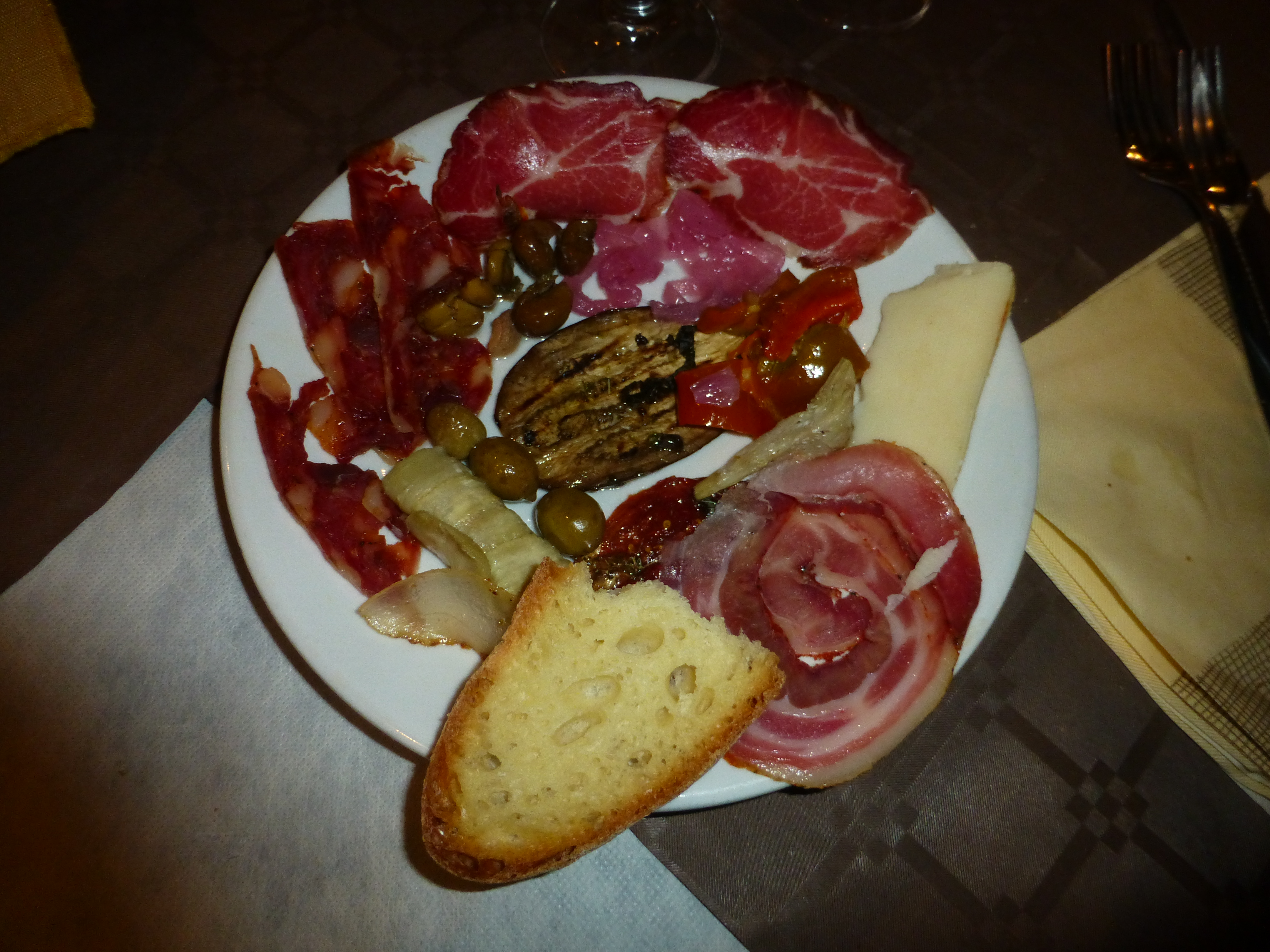
Pácolt húsok, sajtok, hagyma és olajbogyó alapú előételek

- 'Nduja: tipikus fűszeres vagy édes calabriai szalámi, Calabria középső részén, pontosan Spilingaból Vibo Valentia tartományból származik.

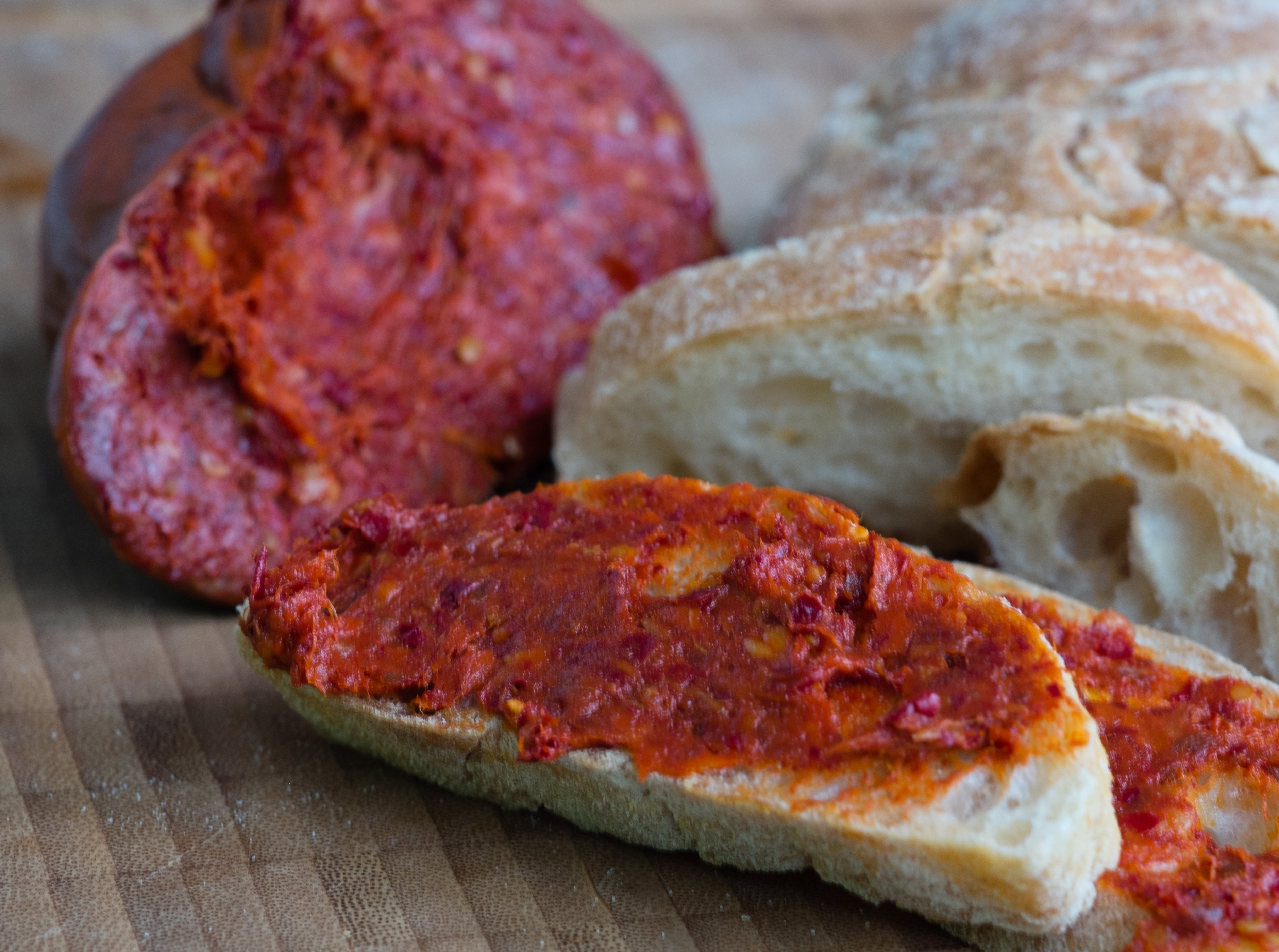
'Nduja

- Soppressata di Calabria: úgy készítik, hogy a sertéshús legjobb részeit kivesszük, nagy darabokra vágjuk, és fekete borsot, édesköményt (szemeket), sót és calabriai chili paprika, természetes bélbe töltjük, különösen a vastagbélből származó burkolatot kell használni.
- Kalábriai kolbász: darált sertéshúsból készül, fekete borssal, édesköménnyel (gabonákkal), sóval és calabriai chilivel, natúr bélbe töltve, különösen a vékonybélből származó burkot kell használni.
- Capocollo di Calabria vagy capicoddhu, capicodu, capaccùallu, capicoju, capaccùaddru, capeccùallu;
- calabriai szalonna: a sertés hasi részével készül, a bőrt, valamint a húsból és zsírból álló belső részt eltávolítjuk, majd sózzuk. néhány nap A sózási időszak lejárta után a szalonnát megkenjük őrölt csípős piros chilipaprikával vagy fekete borssal, feltekerjük, megkötjük, és érleljük.
- kalabriai pofa vagy bucculàru, bufhularu, vuccularu, vusjhulu vagy vusjhularu:
- Salame pezzente: vagy pizzenti, nduglia, nduja, amely Cosenza vidékére és Aspromonte hegyvidéki területeire jellemző, vékonybél (pl. kolbász) izmos hússal, a sertés tüdejével és szívével, majd őrölt csípős piros chili paprikát adunk hozzá, hogy fűszeres ízt és vöröses színt kapjunk.

### Zöldség
- Padlizsán húsgombóc
- A töltött padlizsán, a „melangiani chjini” vagy a „mulingiani chini” a padlizsán húsának töltelékével készül, az ízt a keverék és a természetes aromák. A padlizsánt hal töltelékkel, ricottával, zöldségekkel, burgonyával, hagymával és paradicsomszósszal stb. is elkészítik;
- Szeletelt padlizsán;
- A burgonya 'mpacchiuse; Calabria középső és északi részének jellegzetes étele. A Cosenza változat hagymát és chilipaprikát is tartalmaz a sütéshez, valamint a paprika és a kolbász további variációit;
- Pìpi chìni: töltött paprika;
- N'ghiambara: hagymás omlett, jellemző Cosenza városára;
- Gianfùttiri: peperonata zöldség alapú, különböző zöldségekből áll, amelyeket külön főznek, majd olajban kisütnek, és egyetlen edényben ecettel meglocsolják (Calabria északi részének tipikus étele) ;
- Vruacculi a fehérrépa és töltsd fel: sült brokkoli fehérrépával és kolbásszal, tipikus cosenzai étel;
- Vruacculi ara tijeddra: Calabriai brokkoli főtt, majd sült olajjal, fokhagymával, pecorino sajttal és zsemlemorzsával, egy tipikus étel Észak-Calabriából;
- Màccu (macco): fava bab püré főzve, péppé pépesítve, olajjal és vadköménnyel fűszerezve;[14]
- Pipi fritti, más néven patati e pipareddi vagy pipi e patati: sült paprika burgonyával;
- Zafarani a rusceddra vagy zafarani a rusceddra, vagy zafarani cruschi: nyáron szárított paprika, amelyet megsütve nagyon ropogóssá válik, Közép-Észak Calabria tipikus étele;
- Ammuddicati: paprika, paradicsom, cukkini, hagyma, zsemlemorzsával töltött burgonya sajttal, fokhagymával és kapribogyóval tálalva;
- Cucuzzeddi ca trimma: cukkini tojással és reszelt pecorinóval;
- Brocculi 'ffucati: Calabriai brokkoli olajjal és fokhagymával párolva;
- Töltött csípős paprika: tonhallal töltött cseresznye paprika, kapribogyó hozzáadásával, olajban tartósítva.

### Egyéb

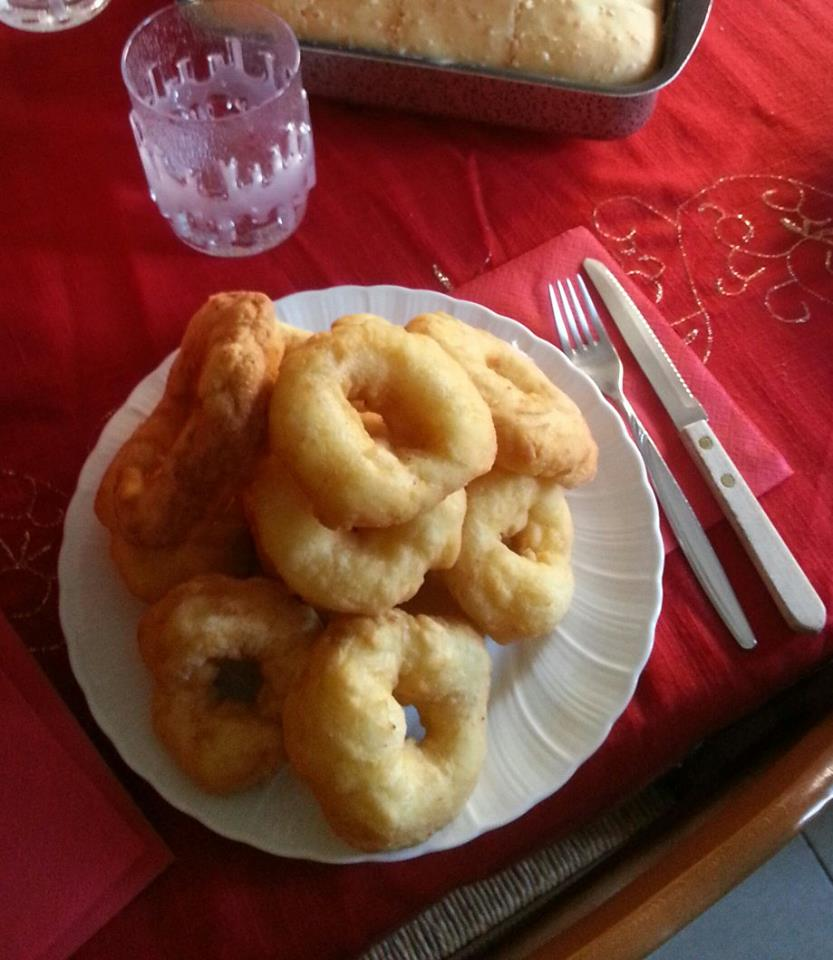
Egy tányér cuddrurieddri cosentini

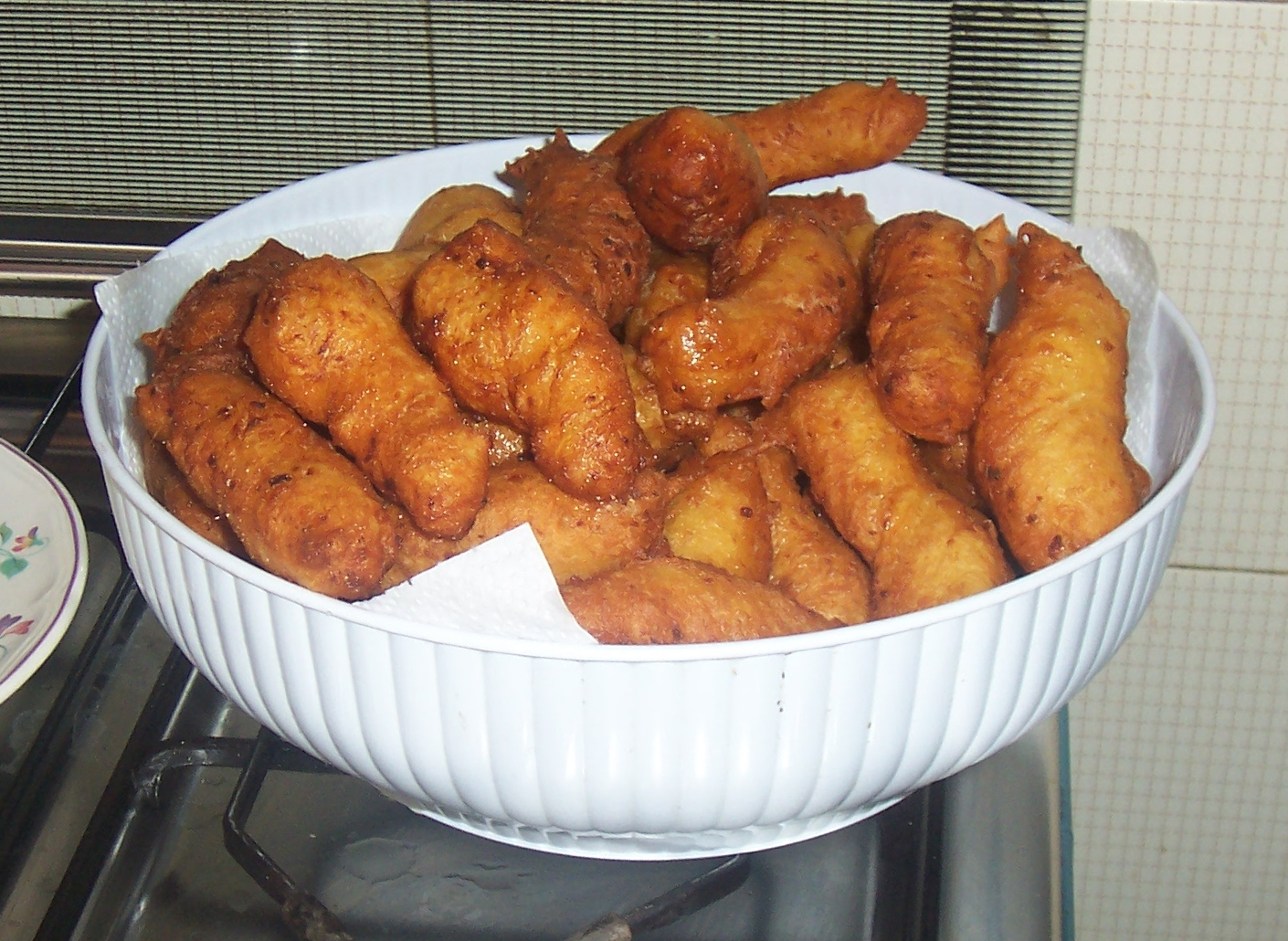
Zippuli

- Cuddrurieddri Cosenza: hagyományosan a karácsonyi időszakban készül, amely az 'Immacolata-ból indul ki (ezért nevezik cuddrurieddrinek d'a 'Mmaculata) all'Epifanìa. A burgonya megfőzésével és pürésítésével készítik. A megfőtt és áttört burgonya kihűlése után hozzáadjuk az élesztőt és a lisztet, és mindent összegyúrunk, "pigliann a ppugni". Ezután a tésztadarabokból fánk formákat, golyókat (általában szardellaból készítenek) vagy hosszú golyókat készítenek. Miután kelni hagytuk, forrásban lévő olajban kisütjük. Aki szeretné, cukorba is márthatja;
- Biscottu a 'capunata: búzakeksz "a caponata", egy tipikus étel Reggio Emiliából;
- zippula: burgonya és liszt keverékével elkészítve, majd megsütve;
- Potatoes and caccìoffuli alla mascisc, topinambur[15]
- Licurda: hagyma-, zeller-, burgonya-, hal-, paradicsom- és tojásleves, az állott kenyér fűszereként, amely Észak-Calabria jellegzetes étele.

## Édesség

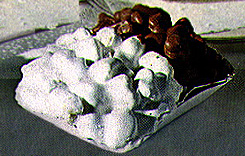
a pignolata Reggina

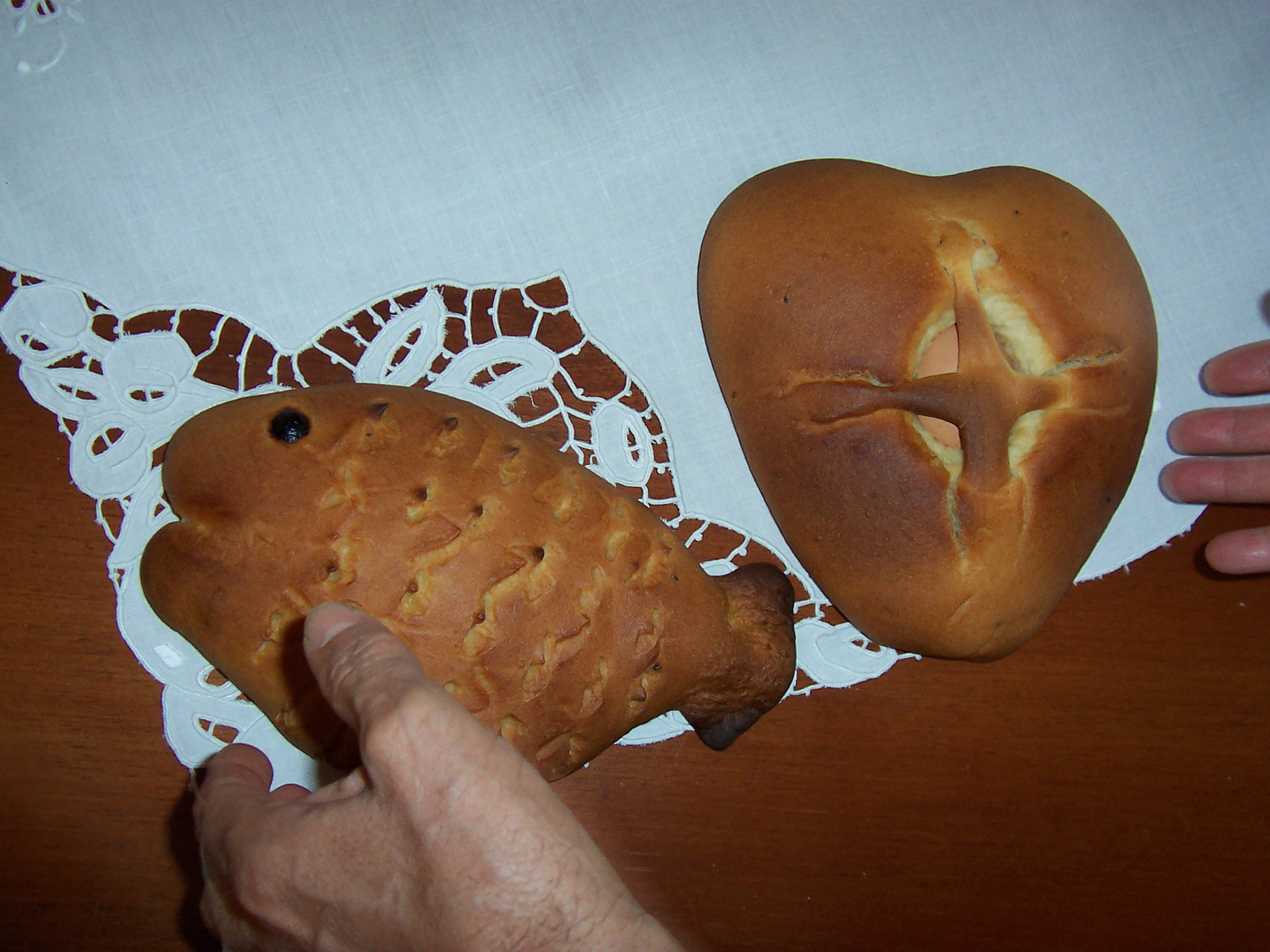
Cuzzupa

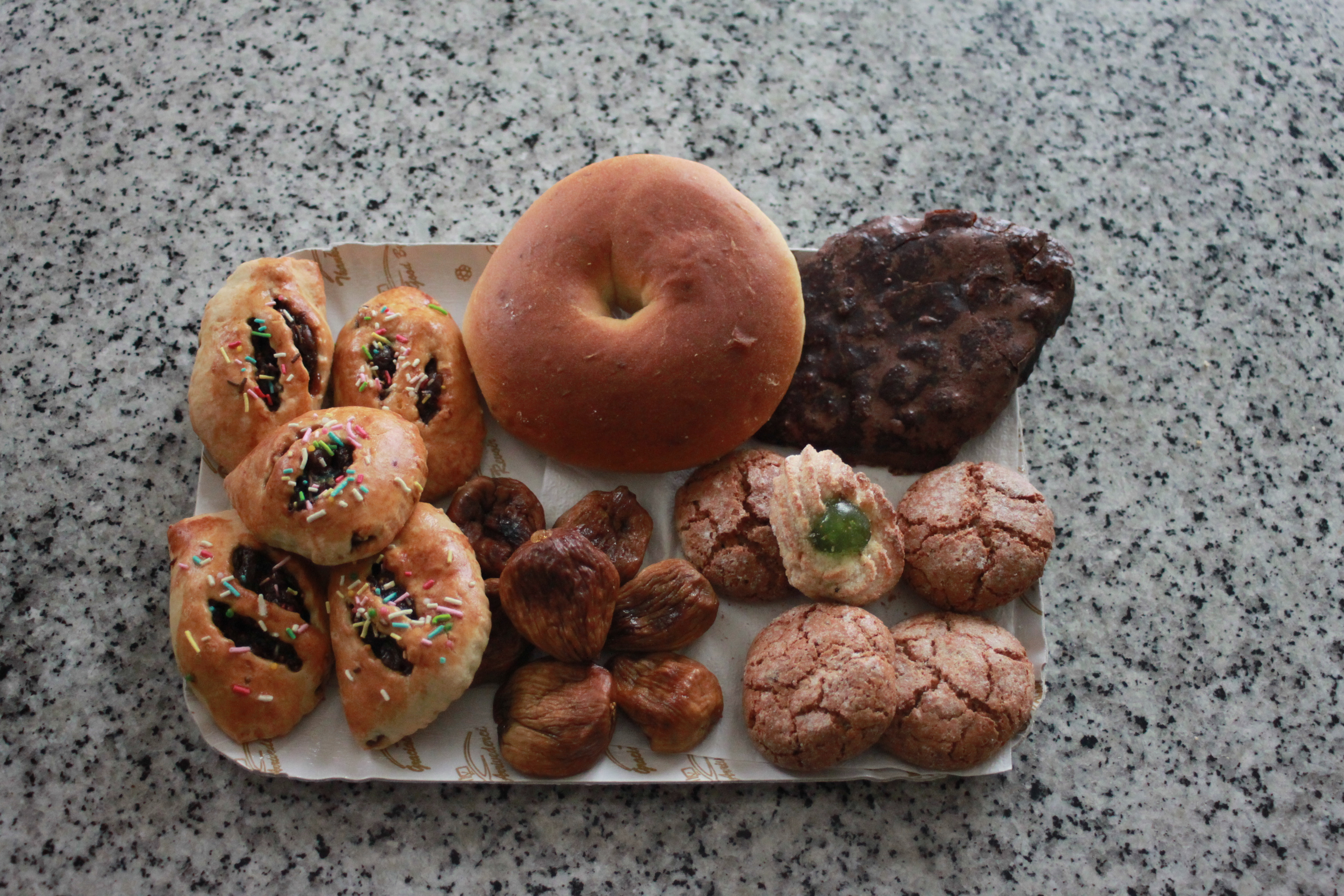
Amaretti, pitta di San Martino, chjinuli, szárított füge és keksz

- Lumini vagy zselé: sütemények, amelyeket úgy készítünk, hogy két réteg közé egy réteg fehér mandulapasztát helyezünk (hámozott mandula, nagyon finomra őrölve és cukorral főzve) sötét mandulapaszta (héjában pirított mandula, nagyon finomra őrölve, cukorral, kakaóval, szegfűszeggel és fahéjjal megfőzve). Végül cukormázzal díszítjük. A Trópia karácsonyára jellemzőek;
- Mastazzola, tipikus keksz mézből. A Soriano Calabro mastazzola jól ismert.
- A calabriai fagylaltot sokan igazi tipikus különlegességnek tekintik, a híresek valójában:
  - a kézműves fagylalt Reggioból és Bagnara Calabraból;
  - Gioiosa és Mammola kemény darabja;
  - a Pizzo szarvasgomba mogyoró és csokoládé ízű fagylalt, amelynek formája a szarvasgomba alakjára emlékeztet;
  - Jacurso házi fagylaltja;
- Cannarìculi: keksz a felső jón karácsonyi hagyományból főtt borral és mézzel;
- Cuddhuraci vagy cudduredda: tipikus húsvéti desszert Reggioból;
- Cullurelli: tipikus karácsonyi desszert
- Cururicchi (vagy curujicchi): karácsonykor sült burgonyás sütemények;
- Chiacchiere, sült édesség farsangon;
- Chinuliji: csicseriborsó és szárított gyümölcs keverékével töltött sült édességek, amelyeket jellemzően Pizzo Calabroban készítenek a karácsonyi időszakban;
- Crispeddi cu' meli: olívaolajon sült, majd forró mézzel fűszerezett tészta;
- Crustuli, turdiddri vagy turdilli: tipikus karácsonyi desszert a Cosenza-tól. Lisztből, cukorból, muskotályborból és olajból készült sült tésztagombócok, amelyeket általában füge- vagy méhmézzel vonnak be;
- Cupeta: tipikus nugát Montepaone-ból (CZ), mézzel, szezámmaggal és főtt borral készítve;
- Cuzzupa vagy sguta; ezt a desszertet a húsvéti ünnepekre készítik, szinte Calabria teljes területén. A "cuzzupa" egy briós típusú desszertből áll, amelyet kedvező formájú madarak, bábok vagy koronák segítségével készítenek, amelyekbe a tojások felületére díszítik őket. A sguta kis fánk alakú, közepén tojással díszítve;
- bergamottkrémmel töltött sütemények Reggio Calabriaból;
- Marzelletti, tipikus Soriano Calabro keksz mézzel és mandulával;
- Nacatole, hagyományos édesség Reggio tartományból;
- Ncinetti: cukormázzal bevont keksz, Vibo Valentia tartományra jellemző. Esküvőre és húsvétra készülnek;
- Giurgiulèna: egy tipikus karácsonyi desszert, amelyet a calabriai konyhában használnak. A fő összetevő a szezám, amelyet calabriában a „giuggiulena” (giurgiulena)” kifejezéssel jelölnek. A recept alapja a mézbe öntött és a cukrok karamellizálásával rögzített szezámmag összetétele (dúsított változatban kandírozott narancshéj is adható hozzá), hasonlóan a nugáthoz;
- Pitta 'mpigliata a San Giovanni in Fiore-ból tipikus karácsonyi desszert; dióval, mandulával, mazsolával, mézzel töltött vékony péksüteményből áll, és önmagára csavarva süteményt formál. Jellegzetes elnevezését onnan kapta, hogy miután megcsavarták, a süteményt madzaggal kötik át, hogy a sütőben való sütés közben is formában maradjon;
- Chinuliddre karácsonykor: tipikus sült desszert Cosenzaból. Mustárral vagy csokoládéval töltött omlós tészta félholdból áll. Ha megsült, füge- vagy méhmézzel vonják be;
- A Ginetti Spezzano della Sila és Cosenza környékére jellemző cukormázzal bevont sült fánk. Tipikus (jót kívánó) esküvői desszertek a „ciambrielli” és a „pizzille” mellé;
- Ciambrielli: kis méretű péksütemény, kis kerek szendvics formájú. Ezután cukormázzal bevonják. Tipikus Spezzano della Sila és Cosenza desszertek, amelyeket boldog alkalmakkor készítenek, mint például esküvők vagy keresztelők.
- Pizzille: kis méz alapú édességek, amelyeket azután az elfogultságra vágnak. Tipikus desszertek Spezzano della Sila és Cosenza környékéről, amelyeket boldog alkalmakkor készítenek, mint például esküvők vagy keresztelők;
- Bucchinotti: egy tipikus desszert Cosenza tartományból. Egy kincses láda omlós tésztából állnak, amely (legalábbis Cosenzában) a "mostardát" (szőlőlekvárt) vagy akár házi lekvárt vagy csokoládét is tartalmaz. Sütőben, speciális fémformákban sütik meg. Kihűlés után porcukorba öntjük. Ezeket az édességeket különösen ünnepi alkalmakra készítik;
- Varchiglia: tipikus cosenzai desszert, amely 1300-ra nyúlik vissza. A desszert az apácák, a kalászos karmeliták által készített desszert volt. A desszert mandula és csokoládé alapú, és még mindig jellegzetes csónakforma, amelyről valószínűleg a nevét is kapta. Lényegében egy péksütemény, amelynek belsejében mandulaliszt és cukor található, és végül egy réteg étcsokoládé borítja;
- Scaliddre vagy scalille: tipikus karácsonyi desszert. Tipikus sült desszert a Cosenza-tól, tojássárgája, liszt, ánizs és olaj alapú. Vékony tésztafüzéreket formálnak, amelyeket ügyesen csavarnak egy fa orsó köré, így adják a jellegzetes kis lépcső (spirál) formát. Ezután mély olajban megsütik, és miután kihűltek, beborítják őket fahéjjal ízesített mézzel, vagy jellemzően cukormázzal ("gileppo"-nak nevezik);
- 'Nzuddha: a reggiói Festa Madonna-ra jellemző;
- Petrali: félhold alakú omlós tészta keksz, fügével, csokoládéval, kávéval, dióval, mandulával, narancs- és citromhéjjal töltve, majd kisütve;
- Pignolata: tipikus reggino desszert, amely fenyőtoboz formájú zsírban sült leveles tésztagolyókból áll, és letakarva mézben. Létezik egy másik típus is, amelyet citrom- és csokoládé- vagy bergamott cukormáz borít;
- Pipareddhi: hasonló a stomatológiához, de Reggio Calabria városában termelt mandulából készült;
- Pitta di San Martino: mazsolával készült desszert;
- Pittapìa vagy pittipìj: Pizzo Calabro városának és Vibo körzetének tipikus karácsonyi desszertje, amely csillag alakú omlós tésztából és tele lekváros szőlővel, fahéjjal, fenyőmaggal és még sok mással.
- Sammartini: tipikus calabriai karácsonyi desszert;
- Stomatic: Reggio körzetében előállított, karamellizált cukorból, lisztből, olajból, szegfűszegből és fahéjból készült száraz keksz;
- Susumelle: mazsolával, mézzel és csokoládéval készült desszert;
- Canapés édes fekete puding: disznóvérrel és csokoládéval készült desszert;
- Dita d'apostuli: nagyon könnyű piskóta krémmel;
- Suspiri ri nuns: jellemző Bagnara Calabraban, fehér vagy csokoládé cukormázzal borítva;
- Zeppola: tipikus San Giuseppe desszert;
- Zippula vagy monaceji: édes cukorral, mézzel és mazsolával; burgonyával és liszttel sózva;
- Reggina krém: alkermes alapú;
- Pastiera: nagyon hasonlít a nápolyihoz,
- Turruni fagylalt: Reggio-ra jellemző kandírozott gyümölccsel készült nugát.

## Kenyér és liszttermékek
- Pane di Cuti: házi készítésű kenyér kovászos, fatüzelésű kemencében, Cuti Roglianotól;
- Pan'i Ranu: házi kenyér a Seminara-ból;
- Pani i Migliu o Maruggiu: tipikus kukoricakenyér Sant’Agata di Esaro-ból;
- Pitticella ch'i frittuwi: a Sant’Agata di Esaro-ra jellemző, de a régió más központjain is előállított pan-focaccia, amelynek jellemzője, hogy benne tepertőt, ill. sertésszelet;
- Pitta és lestopitta: kenyérfajták a görög területről;
- Töltött pitta vagy pitta chjina;
- Pizza kenyér: tipikus kukoricakenyér Mammola-ból;
- Buggia conzata: kenyérzseb, amely Catanzaro alsó Jón-tengeri területére jellemző szósszal van töltve
- Pitta

- A pitta típusa
- Pane pizzata - tipikus kukoricakenyér Mammolából
- Buggia conzata: Catanzaro Alsó-Jón-tengeri területére jellemző, szósszal töltött kenyérzsák

## Tipikus gyümölcs
- Bergamotti (biergamotti/bagamorti)
- Cédrus (cedru)
- füge (különösen szárított füge) és fügekaktusz (fhica/fhica sicchi/fhica 'ndiani/ficarazzi)
- Noni anona
- Zinzuli (jujuba)
- Snacks (különféle barack Catanzaro környékéről)

## Sajtok

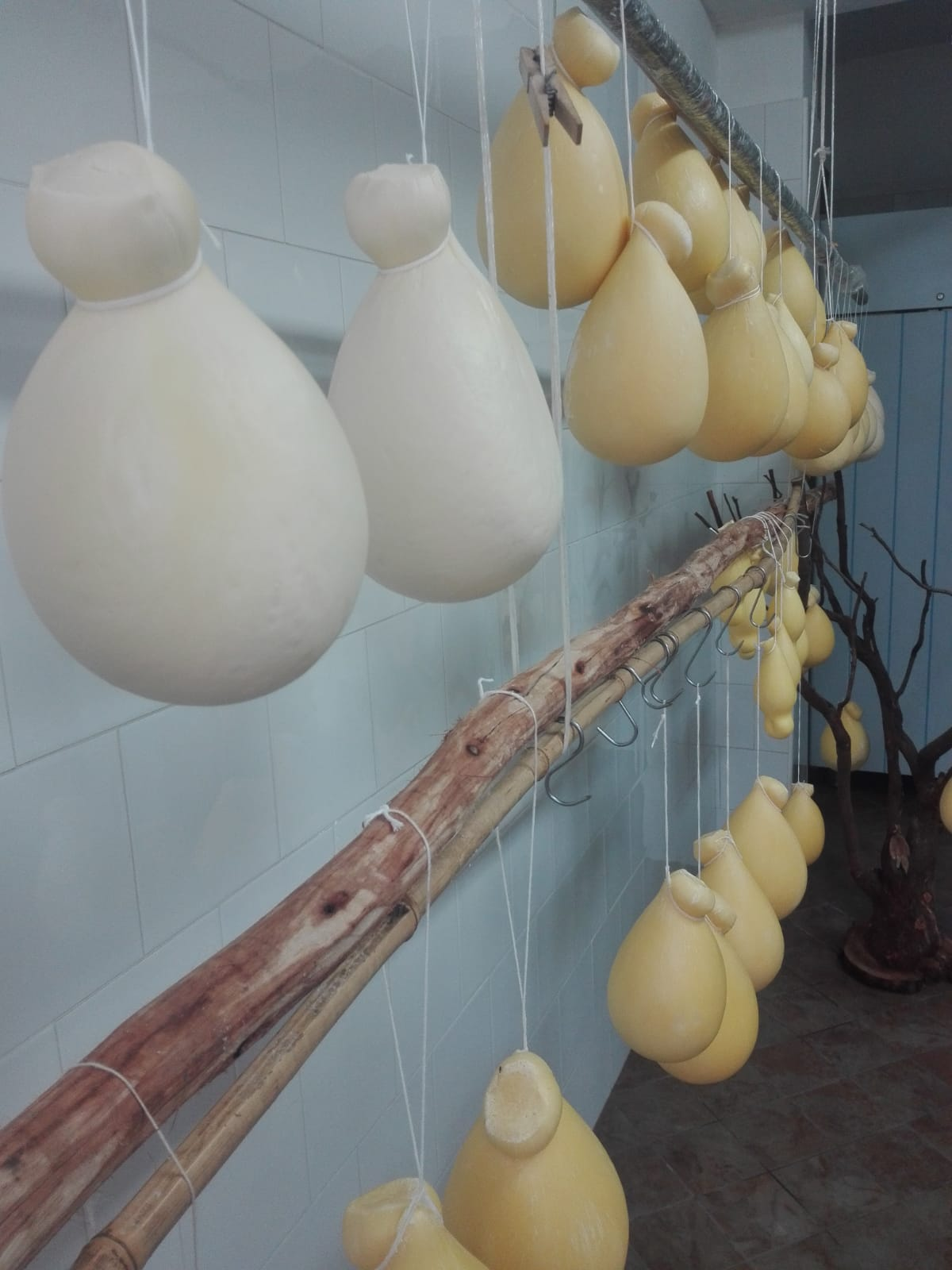
Caciocavallo di Ciminà

- krotoni pecorino;
- Provola silana;
- Caciocavallo silano;
- Pecorino del Monte Poro;
- Caprino della Limina;
- Pecorino del Pollino;
- Pecorino dell'Aspromonte;
- Pecorino di Cardeto;
- Pecorino della Locride;
- Caciocavallo di Ciminà.
- Nicastre kecskesajt

## Ricotta
- Krotoni füstölt ricotta;
- Füstölt kecske ricotta Mammolából;
- Sós ricotta;
- Kecske ricotta;
- Birány ricotta;

## Borok

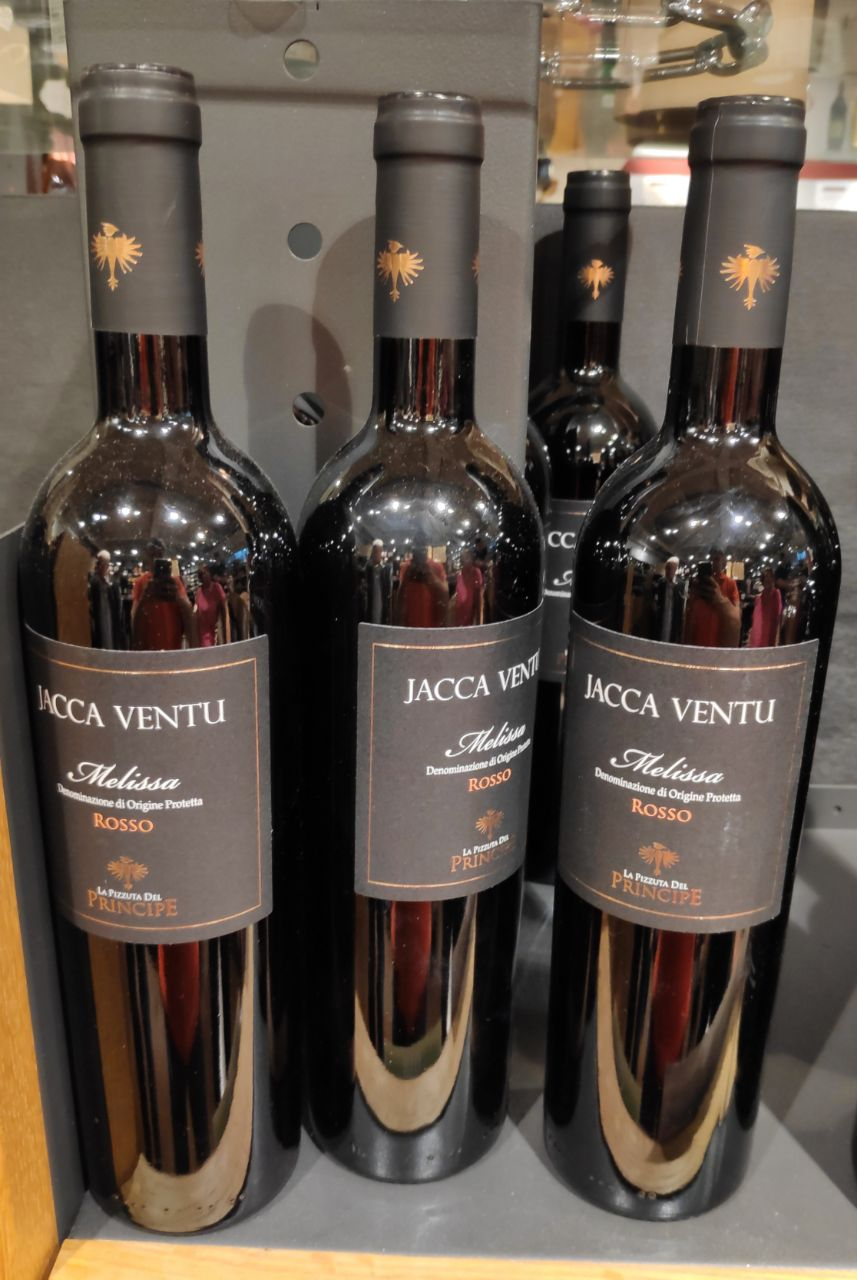
Vino DOC Melissa Rosso 2017 (2019)

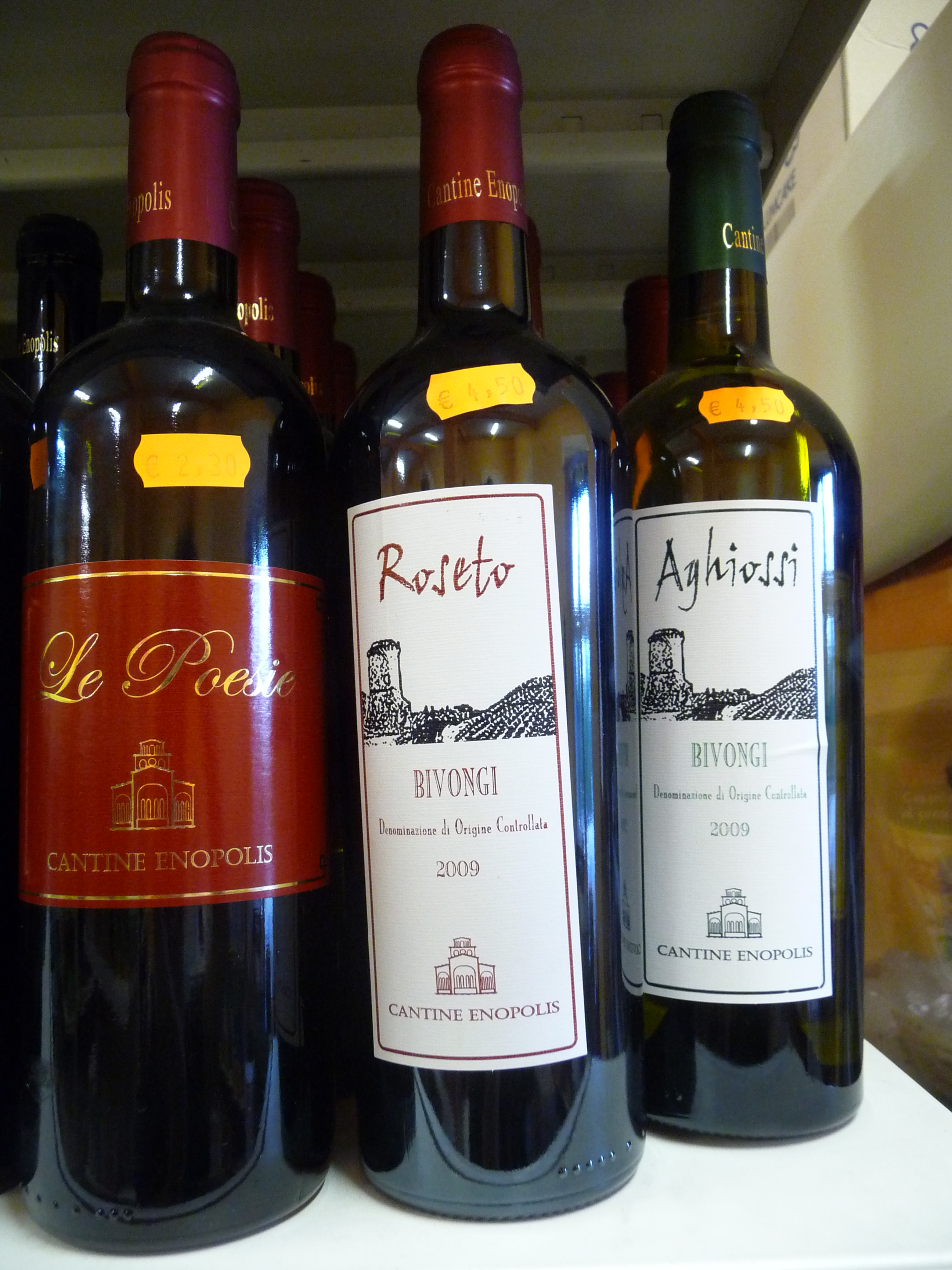
Bivongi rosso 2009-ből

Az egykor „Enotria”-nak (a borok földjének) nevezett Calabria különösen gazdag borokban; számos szőlőt vezettek be az első görög gyarmatosítók.

### DOC (Bejegyzett eredetmegjelölés)
- Bivongi rosso Reggio Calabria és Catanzaro tartományokban
- Cirò Crotone tartomány
- Donnici Cosenza tartomány
- Greco di Bianco Reggio Calabria tartomány
- Lamezia Terme Catanzaro tartomány
- Melissa Crotone tartomány
- Pollino Cosenza tartomány
- Sant'Anna di Isola Capo Rizzuto vörös vagy rozé Crotone és Catanzaro tartományokban
- San Vito di Luzzi Cosenza tartomány
- Savuto Cosenza és Catanzaro tartományban
- Scavigna Catanzaro tartomány
- Verbicaro Cosenza tartomány

### IGT (Tipikus földrajzi megjelölés)
- Arghillà Reggio Calabria tartományban.
- Calabria a Calabria régió teljes területén.
- Condoleo Cosenza tartományban.
- Costa Viola Reggio Calabria tartományban.
- Esaro Cosenza tartományban.
- Lipuda Crotone tartományban.
- Locride Reggio Calabria tartományban.
- Palizzi Reggio Calabria tartományban.
- Pellaro Reggio Calabria tartományban.
- Scilla Reggio Calabria tartományban.
- Val di Neto Crotone tartományban.
- Valdamato Catanzaro tartományban.
- Crati-völgy Cosenza tartományban.
- Savuto-völgy Cosenza tartományban.

### Hagyományos agrár-élelmiszeripari termékek
A Mezőgazdasági, Élelmiszerügyi és Erdészetpolitikai Minisztérium a calabriai régióval együttműködve 272 calabriai terméket ismert el "hagyományosnak"

## Víz

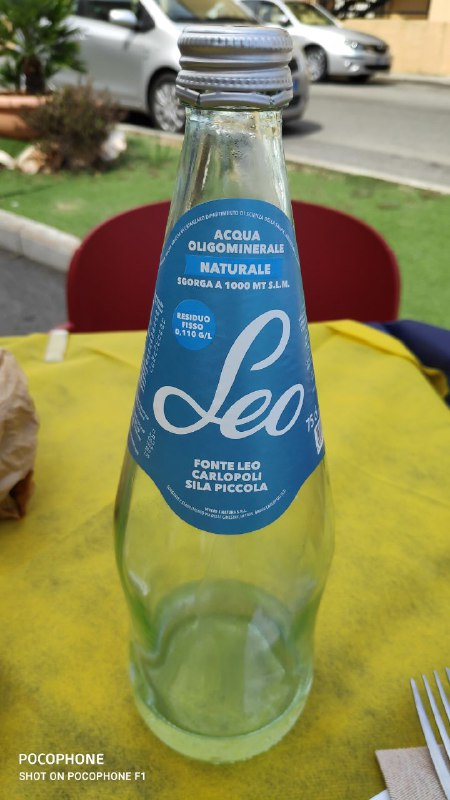
Acqua Leo di Carlopoli Sila Piccola (2020. augusztus)

- Calabriai víz
- Fabrizia víz
- Fontenoce Water
- Oroszlán
- Evő

## Italok
- Moka Drink, kávé ízű szóda Cosenza városi területéről
- Romanella, tipikus citromszóda és kávészóda (Reggio Calabria)
- brazil
- Bergamella vagy Bergotto, gáz halmazállapotú Bergamotto Reggio Calabriából DOP
- Cedrata, cédrusból készült ital
- Locretta, egy szénsavas narancssárga szóda, amelyet korábban a régióban gyártottak

<galéria>
Fájl: Calabriai italok bergamotttal (2020. augusztus).jpg|Bergamottos italok (2020. augusztus)
Fájl:Moka ital (2020).jpg|Moka ital (2020)
Fájl:Brasilena.JPG|Brasilena

## Likőrök
- Calabresella keserű
- Keserű szilán
- Abbot Amaro
- Amarotto

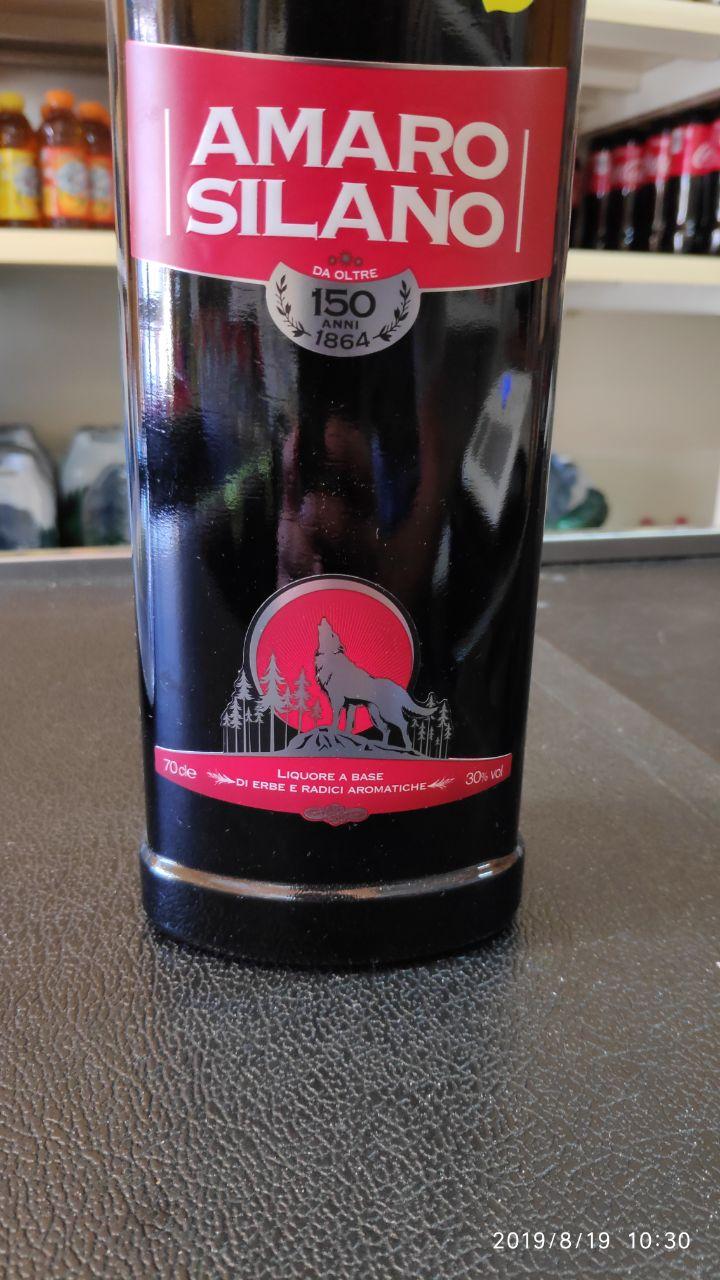
Amaro Silano (2019)

- Vecchio Amaro del Capo kategóriájában aranyéremmel a Florianópolis-i Concours Mondial de Bruxelles-Spirits Selection-on 2014
- Jefferson a Vecchio Magazzino Doganale, a világ legjobb likőrje 2018-ban a World's Drink Awards
- Kaciuto
- Kephas
- Bergamino vagy Bergamello (bergamottlikőr)
- Édesgyökér
- Liquorice di Rossano (édesgyökér likőr)
- Cédruslikőr
- Pollino
- Rupes, a világ legjobb likőrjének díjazottja 2020-ban a World's Liqueur Awards
- Zagara
- Mandarin likőr
- Nocino
- Piparello (chili paprika alapú, narancsízű likőr, Regginóra jellemző)[16]
- Paesanella (erős grappa)

## DOP és IGP termékek
- Bergamotto Reggio Calabriából DOP
- Capocollo di Calabria OEM
- Vörös hagyma Tropea-ból IGP
- Calabriai Clementines OFJ
- calabriai szalonna OEM
- Calabriai kolbász OEM
- Soppressata di Calabria DOP
- Rocca Imperiale OFJ citrom
- Bagnara OFJ nugát
- Caciocavallo silano DOP
- Pecorino Crotonese DOP
- Calabriai édesgyökér DOP
- Cosenza OEM füge
- Pizzo Truffle OFJ
- Sila Potato OFJ
- Alto Crotonese DOP extra szűz olívaolaj
- Lametia DOP extra szűz olívaolaj
- Extra szűz olívaolaj az Oliva Bruzio DOP-tól

## Bibliográfia
- APICIO – „De re coquinaria”, szerkesztette: Paolo Buzzi – Milánó 1932
- Carlo Baccellieri „A calabriai jó konyha”, Edizioni régió, Reggio Calabria 1966
- Luigi Carnacina és Luigi Veronelli - "regionális rusztikus konyha - 4" Rizzoli egyetemes könyvtár - Milánó 1975
- Alessandro Dumas „Egy calabriai utazás impressziói”, Edizioni Parallelo 38 - Reggio Calabria, 1974
- Grazia Furferi, La Cucina Calabrese, Rubbettino Editore, Soveria Mannelli 2011, ISBN 978-88-498-3146-7
- Anna Godetti della Salda Olasz regionális receptek - "La cucina italiana" kiadó - Milánó 1967
- Edward Lear „Egy gyalogos utazás impressziói, Calabria 1847”, PÁRHUZAMOS KIADÁSOK 38 – Reggio Calabria 1973
- Raffaele Lombardi Satriani calabriai népdalok, Eugenio De Simone SZERKESZTŐ – NÁPOLY 1940
- Cesare Lombroso „In Calabria”, Giannotta Editore, CATANIA 1868
- Guido Miggiano „Memories of old Reggio” – nyomda Calabria hangja, I. és II. kötet, Reggio Calabria 1970-73
- Gerard Rohlfs „Új dialektusszótár Calabriában”, Longo kiadó – Ravenna 1977
- Massimo Tigani Sava A calabriai pácolt húsok és a sertésrituálé - CBC Publishing, Catanzaro Lido 1977
- Sergio Fragone és Massimo Tigani Sava, Chili paprika és Calabria - C.B.C. Catanzaro Editions, Lido 1998
- Luigi Veronelli „Az ételek arisztokráciája”, Mondadori Editore, Milánó, 1971
- Sablon:Idézd a könyvet
- Edizioni Affinità Elettive Cucina Calabrese, Affinità Elettive Publishing Company, Messina 2016